# Pederastia greca

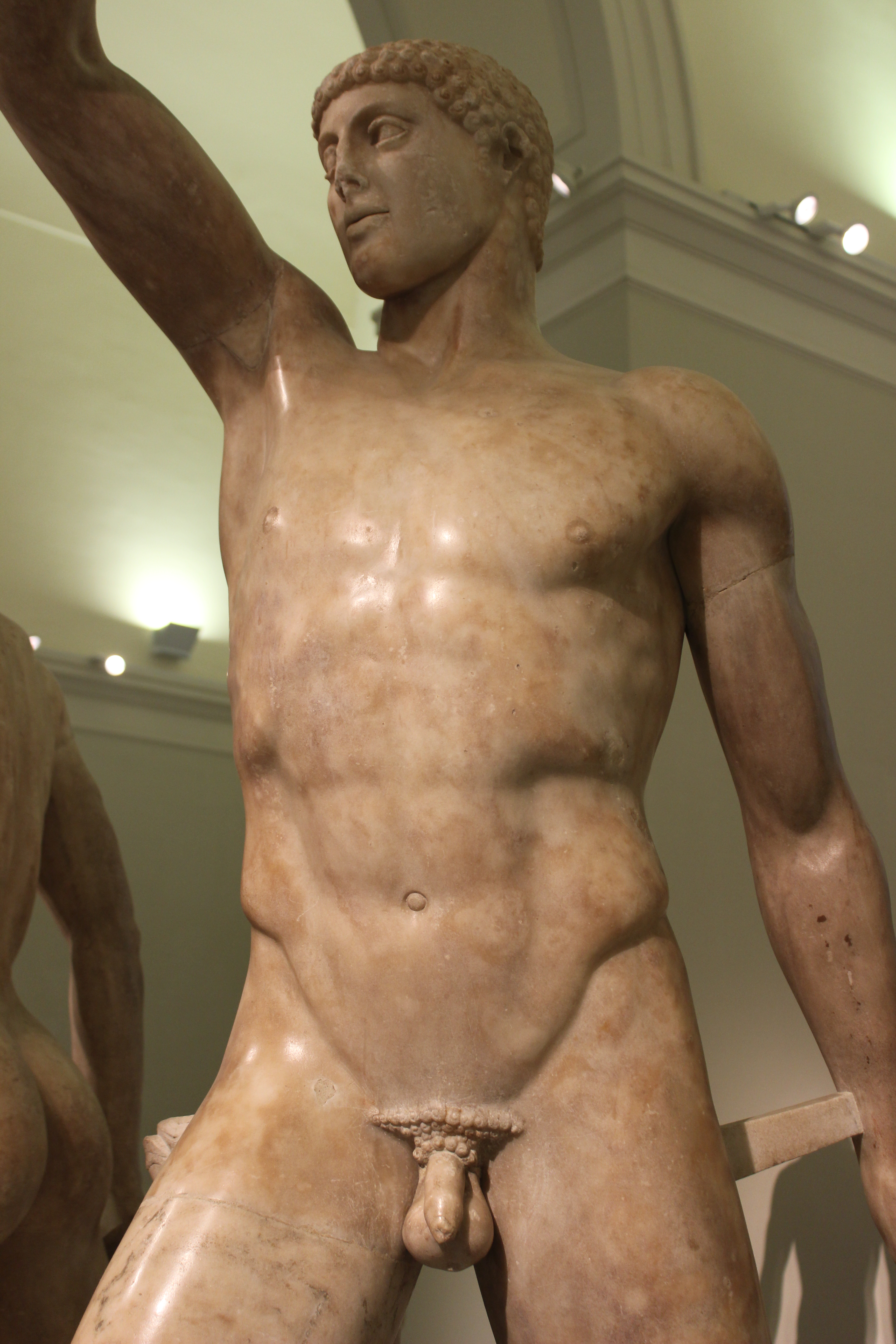
Armodio, il celebre eromenos pederastico del "gruppo dei tirannicidi" Armodio e Aristogitone. Copia romana di un originale bronzeo greco andato perduto, conservato al museo archeologico nazionale di Napoli.

Con la denominazione di pederastia greca si viene a indicare quel peculiare fenomeno consistente nella relazione altamente ritualizzata e socialmente codificata di un rapporto fra un adulto, uomo o donna, con un o una adolescente dello stesso genere. Poteva trattarsi di un rapporto anche erotico – pubblicamente riconosciuto – tra un adulto detto erastès (traducibile come amante) ed un ragazzo più giovane chiamato eròmenos (traducibile come amato), solitamente nell'età della prima adolescenza: è stato un costume caratteristico dell'antica Grecia sia durante il suo periodo più arcaico sia nell'età classica.
Alcuni studiosi hanno individuato la sua origine nel rito di iniziazione – cui si riferirebbero anche molte storie pederastiche presenti nella mitologia greca come il rapporto tra Achille e Patroclo; in particolare, nel rito di passaggio caratteristico della pederastia cretese, quella vigente all'interno della strutturazione sociale della civiltà minoica e dove era associata con l'ingresso nella vita militare (il mondo degli uomini) e al culto religioso nei confronti della divinità celeste: lo Zeus che la stessa tradizione greca voleva fosse stato allevato proprio sul Monte Ida nell'isola di Creta.
Il costume sociale conosciuto sotto la definizione di "paiderastia", parola derivante dalla lingua greca antica παιδ-paid (bambino) ed ἐραστής-erastés (amante), venne nel corso del tempo altamente idealizzato, seppur in certe occasioni non mancò d'esser criticato in maniera decisa sia nella letteratura greca sia nell'ambito della filosofia greca da alcuni commentatori, anche molto autorevoli, del tempo.
Nell'antica Grecia s'ipotizza possa essersi sviluppata nel tardo VII secolo a.C. come uno degli aspetti preminenti della cultura Greca, così potentemente intrisa di omosocialità ed omoerotismo, ampliata inoltre da altre pratiche quali la nudità atletica e la rappresentazione della nudità in ambito artistico col nudo eroico; ma anche dalla tradizione del simposio, dall'età relativamente tarda - verso i trent'anni - in cui la classe dell'aristocrazia maschile stipulava un contratto matrimoniale ed infine pure dall'isolamento sociale in cui venivano tenute da un certo periodo in poi le donne nell'antica Grecia.
L'influenza prodotta dalla pederastia era talmente diffusa e vasta da finire presto con l'essere considerata il modello culturale principale per le relazioni sentimentali - rigorosamente non mercenarie - dei cittadini maschi tra di loro: gli studiosi hanno discusso ampiamente il ruolo e l'estensione del fenomeno pederastico, il quale è probabilmente variato a seconda delle usanze locali e delle inclinazioni individuali.
Il termine nel linguaggio comune odierno potrebbe implicare in alcune giurisdizioni il fenomeno dell'abuso minorile; ma l'antico diritto penale ateniese, per esempio, riconosceva chiaramente il consenso (in opposizione alla violenza sessuale) ma non una specifica - seppur consigliata - età del consenso come fattore di regolazione del comportamento sessuale.

 
Come lo studioso di antichità classica dell'università di Cambridge non ha mancato di sottolineare, la discussione storica concernente la "paiderastia" è complicata dagli standard morali rappresentati dal sistema di valori prevalente:
La pederastia greca va in definitiva inserita in un quadro generale nel quale desideri e comportamenti sessuali non erano classificati sulla base della diversità sessuale o dell'identità di genere dei partner, bensì in base al ruolo attivo e passivo nel sesso e alle conformità alle norme concernenti età e condizione sociale delle persone coinvolte.

## Terminologia

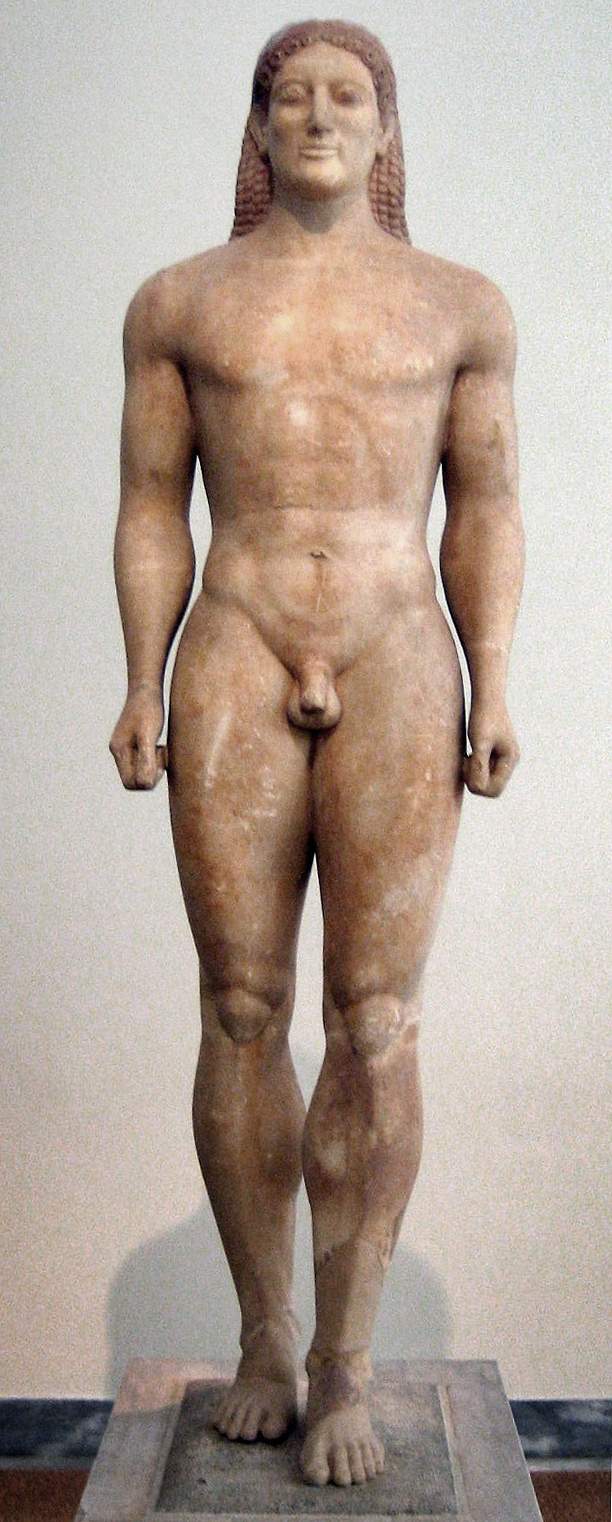
Un kouros, rappresentazione idealizzata della giovinezza maschile (530 a.C.)

Il termine greco "paiderastia"-παιδεραστία è un sostantivo astratto di genere grammaticale femminile; "paiderastês" è una parola composta da pais-fanciullo/ragazzo (plurale paides, da cui deriva anche paideia) ed erastes. Anche se con "pais" si può far riferimento ad una persona molto giovane di entrambi i sessi, essa è definita dai filologi Henry Liddell e Robert Scott nel loro A Greek-English Lexicon risalente al 1819 come l'amore provato nei confronti del ragazzi e il verbo "paiderasteuein" indicante l'esser un amante dei ragazzi.
A seguito soprattutto della pubblicazione dell'opera di Kenneth Dover intitolata L'omosessualità nella Grecia antica nel 1978 i due termini di Erastès ed eromenos sono divenute le parole standard per definire i due ruoli della relazione pederastica. Entrambe derivano dal verbo "erò, eràn" col significato di amare (da cui discende pure il nome del dio Eros).
Sia l'arte della ceramica greca che gli altri riferimenti letterari dimostrano che l'eromenos era almeno un adolescente, con stime di età moderne variabili dai tredici ai vent'anni all'incirca, ma con alcuni casi che sembrano arrivare anche fino ai trent'anni. La maggior evidenza indica che, per essere ammissibili nel ruolo di eromenos, il giovane si sarebbe dovuto trovare all'interno dell'età in cui un cittadino della classe aristocratica iniziava il proprio addestramento militare formale, pertanto tra i quindici e i diciassette anni.
A dimostrazione dell'avvenuta maturità fisica l'eromenos giungeva ad essere a volte della stessa altezza del più anziano erastes, quando addirittura non più alto e con i segni incipienti dello spuntar della prima barba. Un altro termine utilizzato dai greci per definire il partner più giovane era paidika, un aggettivo neutro plurale ("le cose che hanno a che fare con i bambini") ma trattato sintatticamente come singolare maschile.
Nella poesia della lirica greca e nella letteratura filosofica, l'eromenos assurge spesso ad incarnazione della giovinezza idealizzata; una rappresentazione artistica ideale correlata all'età giovanile era, nella cultura arcaica, quella del kouros, prima raffigurazione nella scultura greca arcaica di nudo artistico, ossia del corpo umano maschile nudo in posizione eretta e staticamente immobile.

La filosofa statunitense Martha Nussbaum in "The Fragility of Goodness", seguendo la lezione di Dover, definisce nel modo seguente l'idealità dell'eromenos:
Dover ha molto insistito sul fatto che il ruolo attivo dell'erastes e la passività dell'eromenos fossero una distinzione della massima importanza, mentre le successiva ricerche hanno cercato di presentare un quadro maggiormente variegato dei comportamenti e dei valori associati alla "paiderastia": sebbene gli antichi scrittori greci usino la dualità tra erastes ed eromenos all'interno di un contesto pederastico, le due parole non sono termini tecnici indicanti i ruoli sociali e possono pertanto fare riferimento all'amante e all'amato anche in altri tipi di coppie, da quella omosessuale (tra due adulti quindi) a quella eterosessuale (con la giovane donna che assurge in quest'occasione al ruolo di eromenos).

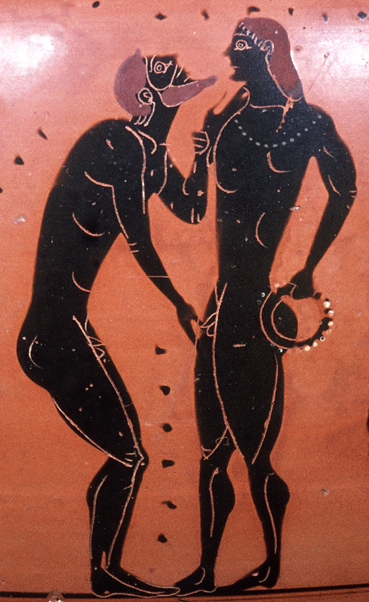
Un uomo barbuto in una scena di corteggiamento e seduzione pederastica: una mano arriva ad accarezzare il giovane all'altezza dei genitali, mentre l'altra gli afferra il mento per guardarlo negli occhi. Anfora ateniese, V secolo a.C., conservata al Museo di Monaco

## Storia

### Possibili origini
Gli antichi Greci furono i primi a descrivere, studiare, sistematizzare e stabilire la pederastia come istituzione. Molteplici sono le teorie che cercano di spiegare l'origine di questa tradizione. Una scuola di pensiero, rappresentata da Bernard Sergent, sostiene che il modello della pederastia greca si è evoluto dai riti di passaggio all'età adulta presenti tra i popoli indoeuropei, ma che a loro volta avevano le sue radici ancestrali nelle tradizioni dello sciamanismo durante il Neolitico.
I primi testi letterari greci, i poemi omerici, non paiono menzionare esplicitamente pratiche pederastiche. Diverse teorie cercano di spiegare questo silenzio; una tra le più diffuse è quella dell'ipotesi dorica stabilita in primo luogo Karl Otfried Müller: secondo questa teoria, la pederastia sarebbe stata introdotta dalle tribù guerriere che conquistarono la Grecia intorno al 1200 a.C. Questi popoli denominati Dori si sono poi velocemente stabiliti nella maggior parte della penisola del Peloponneso, oltre che nelle isole di Creta, a Santorini e Rodi, espellendovi con la forza gli Ioni che vi erano precedentemente insediati; molti dei quali hanno dovuto così lasciare le proprie patrie originarie per dirigersi verso l'Asia Minore, anche se continuarono ad esservi enclave di Ioni nelle principali città in Attica e nell'isola di Eubea.
Secondo questa stessa ipotesi, essendo Omero un poeta ionico non è sorprendente la constatazione del fatto che nelle proprie opere non compaia questa pratica di origine eminentemente dorica, che non sembra abbia avuto esistenza formale durante la civiltà micenea. Ciò almeno sulla base della testimonianza lasciataci da Omero, che forse vi si avvicina soltanto per gli sparuti accenni riferentisi allo strettissimo legame di amicizia romantica esistente tra l'eroe degli Achei Achille e il suo amante Patroclo nel poema epico Iliade e all'episodio riguardante Telemaco all'inizio dell'Odissea.
Un'altra ipotesi è che lo stile stesso del poema epico venga per principio ad escludere alcune questioni, tra cui appunto quella dei rapporti pederastici. Tuttavia le opere omeriche alludono seppur indirettamente a rapporti omoerotici, come quando si cita il mito di Zeus e Ganimede nell'Iliade e in uno degli Inni omerici, quello rivolto alla Dea Afrodite. D'altra parte, anche se l'Iliade non chiarisce l'esatta natura del rapporto intercorrente tra il giovane eroe degli Achei Achille ed il suo amante Patroclo, lascia comunque aperta la possibilità di una lettura anche omoerotica della loro relazione.
Alcuni ritrovamenti archeologici indicherebbero però che la pederastia fosse abbastanza comunemente praticata a Creta già durante il periodo storico inerente alla civiltà minoica tra il 1650-1500 a.C. e che i Dori sopraggiunti qualche secolo dopo potrebbero aver adottato lì la pratica ed averla estesa poi a Sparta e nel resto della Grecia. Già gli antichi ne situavano l'origine ai tempi mitologici, Aristotele dice che fu il re Minosse a stabilire la pederastia come mezzo di controllo delle nascite per la comunità dell'isola. Si riteneva inoltre che si fosse trovato proprio qui il luogo in cui venne introdotto per la prima volta il mito del "ratto di Ganimede", in cui Zeus ha dovuto porgere innumerevoli e costosi regali per ingraziarsi il padre del ragazzo dopo averlo rapito e condotto con sé in mezzo agli Olimpi.
L'epoca minoica ci offre pertanto il modello più antico di pederastia codificata: come istituzione sociale formale la pederastia a Creta sembra quindi essersi inizialmente realizzata tramite un atto di iniziazione comprendente il ratto rituale detto "arpaghè"(-rapimento), che ci è stato tramandato dallo storico Eforo di Cuma. Dopo averne dato l'annuncio ed ottenuto la preventiva approvazione del padre, l'uomo procedeva al rapimento rituale del ragazzo prescelto.

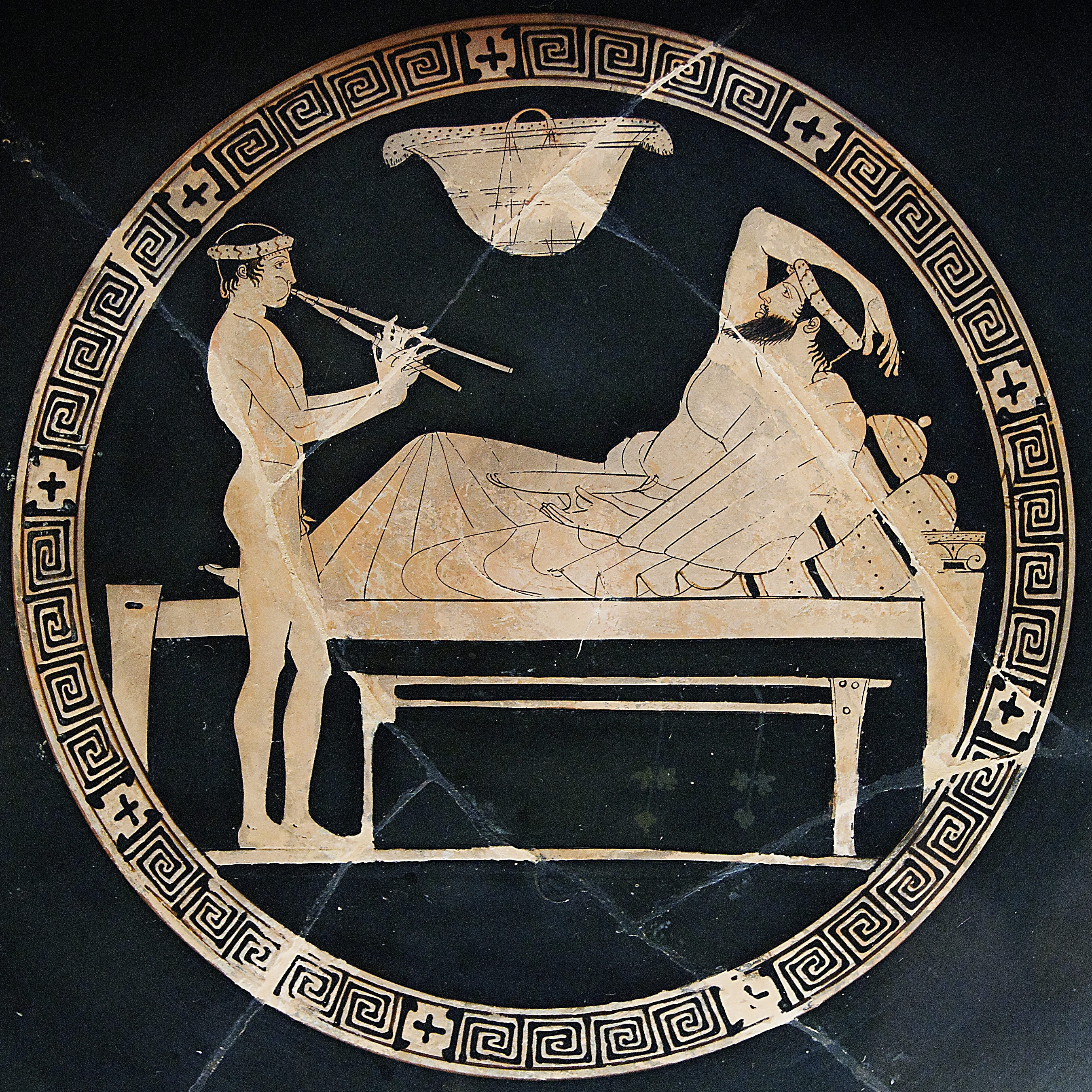
Un giovane nudo suona il flauto in un simposio.

### Varianti
La pederastia non è stata praticata allo stesso modo in tutta la Grecia antica, in quanto vi era una gran varietà di forme sia per il luogo che per il periodo di tempo in cui si svilupparono. In alcune regioni, come ad esempio la Beozia, l'uomo e il ragazzo venivano formalmente uniti e vivevano insieme come una coppia. In altre invece, come ad Elis e nell'antica Atene, il giovane era convinto con vari doni a mantenere un relazione, mentre in alcune altre, come la Ionia, questi rapporti paiono esser stati completamente o quasi vietati. D'altra parte, nonostante tutte le voci che circolavano nei confronti degli Spartani, sembra che praticassero la pederastia in una forma per lo più casta.
In genere un uomo libero poteva innamorarsi di un adolescente del suo stesso sesso, proclamarlo pubblicamente e dare il via ad un'opera anche serrata di corteggiamento, fino a quando egli non lo avesse accettato come un compagno. Tutte le varianti hanno avuto tuttavia delle caratteristiche comuni: l'erastes diveniva sempre una sorta di tutore con compiti di mentoraggio e amico del ragazzo; essi differiscono nei loro rituali a seconda della forma di coesistenza scelta e del grado di riservatezza o meno che voleva mantenere la coppia.
Alcuni poeti, come Teognide e Anacreonte, si autodefiniscono apertamente degli "amanti dei fanciulli"; quando vengono presentati in questo modo cercano di incarnare i loro propri ideali nell'alveo della tradizione. Nel caso di Teognide, la pederastia era politica e pedagogica, una forma attraverso cui l'élite maschile trasferiva la propria saggezza e valori ai loro cari. Invece, le idee di Anacreonte sono indirizzate ad un maggior edonismo, sia erotico che spirituale; ma non per questo risultano essere meno idealiste di quelle di Teognide, potendo innalzare a virtù la moderazione dei giovani amanti.

### Polemiche
Michel Foucault ha avuto occasione di affermare nella sua Storia della sessualità che nella cultura greca la questione concernente la liceità della pratica pederastica fosse già discussa come un problema e che è stato "oggetto di una speciale ed intensa preoccupazione morale"; essa si sarebbe poi concentrata principalmente sulla castità e la moderazione in connessione con la figura dell'eromenos. Tuttavia, queste conclusioni potrebbero essere con sicurezza appartenute solamente al periodo in cui si riferiscono i testi e i documenti, ossia l'epoca classica ateniese, in quanto in tempo più arcaico lungi dall'essere un problema, la pederastia è stata associata generalmente ai più alti ideali.
Jeremy Bentham offre un punto di vista diverso in un saggio scritto nel 1785 e pubblicato postumo nel 1978. Secondo Bentham, ciò che hanno condannato i greci classici non era la relazione omosessuale in sé stessa, ma la mancanza di moderazione che poteva esservi in essa, preoccupazione d'altronde espressa anche in relazione alle donne: "Dovevano vergognarsi di quello che era considerato eccessivo e pertanto un'espressione formale di debolezza, vergogna causata da una consuetudine che tende a distrarre gli uomini da occupazioni ben più preziose e importanti, dovevano vergognarsi dei loro eccessi e della loro debolezza con le donne".
Inoltre, lo studio della pederastia greca è complicata perché i documenti che ne trattano sono stati sottoposti alla distruzione sistematica fin dall'antichità. Di tutte le opere greche il cui tema principale era l'amore tra persone dello stesso sesso, nessuno è sopravvissuto; almeno uno storico ha suggerito che "le opere più apertamente omosessuali sono state con deliberazione soppresse o distrutte o semplicemente andate perdute nel corso del tempo". In realtà, solo una piccola percentuale di letteratura antica è sopravvissuta fino ad oggi. Tuttavia, ci sono alcune eccezioni a questo quadro generale, come i testi poetici di Stratone di Sardi e Gli amori attribuiti a Luciano di Samosata.

### Evoluzione ed estinzione
La pederastia greca ha attraversato una serie di cambiamenti nel corso del millennio in cui è esistita fino al momento della sua scomparsa come istituzione ufficiale. Nel caso di Atene, sembra che queste relazioni fossero caratterizzate da una grande modestia nel periodo arcaico per trasformarsi in una pratica assai più carnale e senza restrizioni in epoca classica, con un ritorno ad una forma più spirituale nelle ultime fasi del mondo classico, simile a com'era nei suoi inizi.
Il suo termine come pratica ufficiale è avvenuto tramite un decreto dell'imperatore Giustiniano I: lo stesso ha anche fatto chiudere altre istituzioni che avevano largamente contribuito all'accrescimento della cultura classica, come i Giochi olimpici antichi e l'Accademia di Atene istituita da Platone.

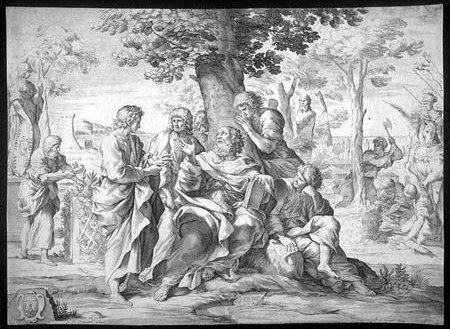
Socrate e i suoi allievi. Incisione del XVII secolo di Johann Friedrich Greuter.

## Dibattiti filosofici
(Platone, Fedro (dialogo) 231)
Socrate, Platone e Senofonte hanno accuratamente descritto i poteri ispiratori donati dall'amore tra gli uomini-amici, anche se pare che poi ne disprezzassero la sua espressione fisica. Dopo la morte di Platone, la direzione dell'Accademia da lui fondata è passata di mano da amante a amante, da erastes ad eromenos. I maestri dello Stoicismo Crisippo di Soli, Cleante e Zenone di Cizio si innamorarono ripetutamente di giovani uomini. Il tema della pederastia è stato oggetto di un'analisi filosofica approfondita. Alcuni dei principali dilemmi discussi sono stati:
- La pederastia dovrebbe esprimersi castamente o eroticamente?
- L'istituzione pederastica è giusta o sbagliata?
- La pederastia è migliore o peggiore dell'amore con le donne?

Socrate, o almeno come si riflette il personaggio socratico negli scritti del discepolo Platone, sembra essere stato a favore della relazione pederastica casta, indicando la positività di un equilibrio sussistente tra il desiderio e l'autocontrollo. Lasciando da parte la consumazione del rapporto, Socrate sottolinea l'amicizia e l'amore tra i partner. Sottopone a critica mordace le infatuazioni puramente fisiche; ad esempio, prende in giro l'ex discepolo Crizia per la passione tutta fisica che provava nei confronti del giovane e bello Eutidemo, confrontando il suo comportamento con quello di un "maiale che graffia contro una roccia". Anche l'amore del maestro nei confronti del "bell'Alcibiade", il quale era più che ricambiato, si sviluppa come un esempio, a detta del discepolo, di pederastia casta.  Tuttavia, ciò non sembra avergli impedito la frequentazione dei bordelli in cui i ragazzi praticavano la prostituzione maschile, dove ha acquistato, per liberarlo dalla condizione di schiavitù in cui era costretto, il suo futuro amico e allievo Fedone di Elide, quindi descrivere la propria eccitazione sessuale quando intravedere il bel corpo nudo di Cármide sotto la tunica aperta.
Plutarco e Senofonte nelle loro descrizioni della pederastia spartana affermano che, nonostante la più che notevole bellezza dei loro ragazzi le coppie pederastiche rimanevano generalmente caste; questo in contrasto con la tradizione della pederastia cretese. Le relazioni tra maschi sono state rappresentate - a seconda della polis d'origine - per lo più entro modalità complesse, a volte come onorevoli ed altre come disonorevoli. Ma per la stragrande maggioranza degli storici antichi, se un uomo non avesse avuto un ragazzo come amante, ciò veniva indicato come essere un difetto o una mancanza di carattere.

Platone nei suoi primi lavori (come i succitati "Simposio" e "Fedro") non mette in alcun modo in discussione i principi della pederastia, affermando:
Nelle Leggi invece mette sulla bocca di uno straniero parole molto più dure, incolpando la pederastia di promuovere la guerra civile e di condurre molti al termine del proprio ingegno; raccomandando pertanto il divieto di rapporto sessuale con i ragazzi, stabilendo anche un percorso attraverso cui ciò può esser ottenuto.
Altri scrittori, attraverso variegati dibattiti tra gli amanti di ragazzi e gli amanti delle donne, hanno lasciato testimonianze di altri argomenti a favore e contro la pederastia. I critici si qualificano per giudicare in parte "innaturali" i rapporti amorosi tra uomini e ragazzi, argomentando che non si trovano tra i "leoni e gli orsi." Altri hanno invece sostenuto, come ragione per non praticare la pederastia tradizionale, che essa è stato ideata in modo che il più forte venisse soddisfatto a spese dei deboli. A monte di tali denunce vi era l'uso della castrazione nei confronti dei ragazzi ridotti in schiavitù. Lo Pseudo-Luciano dice ne Gli amori che "la vergognosa e tirannica violenza ha portato a mutilare la naturalezza con un ferro sacrilego, che frantuma la mascolinità dei ragazzi per poterne così prolungare il loro uso a scopo sessuale".

## Aspetti sociali
(Eschine Contro Timarco 140-153)
La relazione erastes-eromenos giocava un ruolo cruciale nel sistema socio-educativo della Grecia classica, aveva un complesso "galateo" di corteggiamento amoroso ed è stata un'importante istituzione tra le classi superiori.

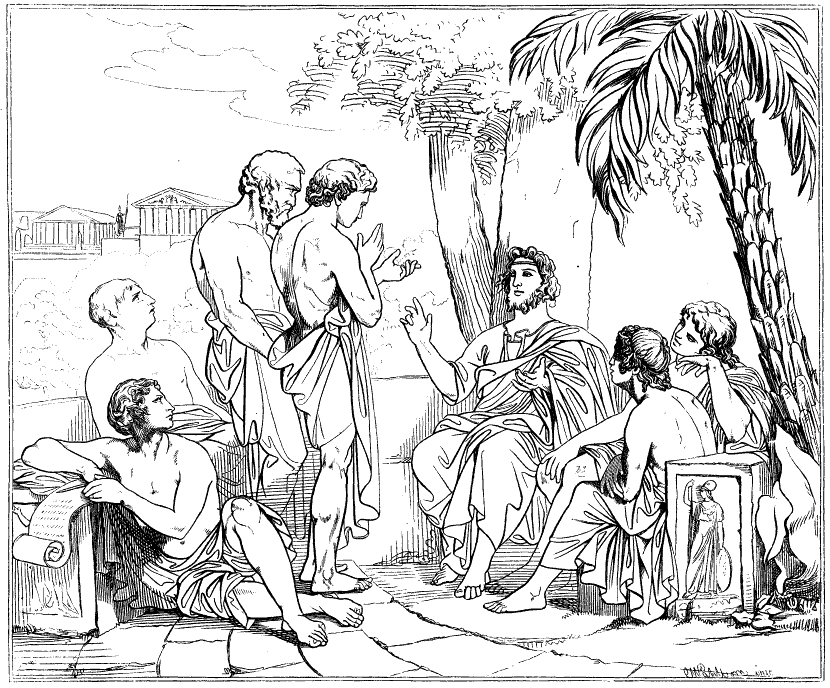
L'Accademia. Platone e i suoi amici (1879), di Carl Johan Wahlbom.

La pederastia è stata presto intesa anche come una forma di pedagogia e gli autori antichi, da Aristofane a Pindaro, la intendevano come naturalmente presente nel contesto educativo dell'aristocrazia (vedi paideia). In generale la pederastia, così com'è descritta nelle fonti letterarie greche, era un'istituzione riservata ai liberi cittadini, considerata una qual specie di mentoring o tutoraggio regolamentato dalla polis, come ampiamente dimostrano le leggi che la controllavano; ampiamente accettata come parte del percorso formativo e di crescita del cittadino maschio, anche se la sua funzione e qualifica specifica è ancora ampiamente dibattuta.
Inoltre fu consacrata dall'establishment religioso, come si può vedere dai molti miti che descrivono tali rapporti tra un dio e una giovane figura eroica (
Apollo e Giacinto, Zeus e Ganimede, Eracle e Ila e Pan e Dafni o anche tra due eroi: (Achille e Patroclo, Oreste e Pilade tra gli altri). È interessante notare che i greci hanno cercato di proiettare l'apparenza della pederastia e le sue maniere di esprimersi anche nella raffigurazione di queste due ultime coppie, nonostante tutte le prove dimostrino che i due miti sono stati originariamente creati per simboleggiare una relazione tra due adulti.
A Creta, come già detto, perché il corteggiatore potesse effettuare il sequestro di rito, era necessaria l'approvazione del padre del ragazzo per qualificare il rapitore come degno di onore. Tra gli ateniesi, come afferma Socrate nel Simposio di Senofonte: niente di ciò che riguarda il ragazzo viene tenuto nascosto al padre, compreso un ideale amante. Al fine pertanto d proteggere i loro figli dai tentativi inappropriati di seduzione, i padri designavano degli schiavi chiamati pedagoghi col compito di sorvegliare i loro figli. Tuttavia secondo Eschine i padri ateniesi avrebbero pregato perché i propri figli diventassero assai belli ed attraenti, con la piena consapevolezza che si sarebbero poi attirati l'attenzione degli uomini e sarebbero divenuti oggetto di lotte a causa delle passioni erotiche.
La fascia d'età in cui i ragazzi entravano in tali rapporti è in sintonia con quella delle ragazze greche concesse in matrimonio, i cui mariti erano molto spesso uomini maturi assai più anziani. I ragazzi però, a differenza di quanto accadeva per le giovani donne, di solito dovevano essere corteggiati ed erano liberi di scegliere il proprio eventuale compagno, laddove invece nei contratti matrimoniali celebrati per le ragazze tutto ciò non sussisteva, essendo organizzati nella stragrande maggioranza di casi per ottenere un qualche vantaggio economico o politico a favore delle relative famiglie, a completa discrezione del padre della sposa e del futuro marito.
Il corteggiamento poteva anche portar un vantaggio al giovane e alla sua famiglia, in quanto il rapporto vissuto con un uomo più anziano ma assai influente all'interno della comunità avrebbe portato automaticamente anche ad un ampliamento delle conoscenze e quindi della sfera d'influenza economico-politica; così alcuni potevano ritenere desiderabile conservare molti ammiratori e mentori, anche se non necessariamente amanti di per sé, durante i brevi anni della giovinezza.
In genere, a seguito del primo incontro sessuale il rapporto si concludeva col ragazzo preparato e predisposto al suo ingresso nella piena maturità; con l'uomo più anziano che sarebbe rimasto col suo protetto in stretti legami d'affetto ed amicizia per tutto il resto dell'esistenza. Per quegli amanti che avessero continuato nella loro relazione amorosa anche dopo che i propri amati fossero passati a completa maturità si poteva far uno "strappo alla regola" dicendo: è possibile anche alzare un toro, se si è già trasportato un vitello.
La pederastia greca era la forma massimamente idealizzata di un omoerotismo strutturato per classi di età, ma che poteva avere anche in certi casi altre manifestazioni meno idealistiche quali la prostituzione maschile o l'utilizzo sessuale dei ragazzi ridotti in uno stato di schiavitù: pagare giovani cittadini liberi per ottenere in cambio di prestazioni sessuali era difatti altamente proibito; chi vendeva i propri favori veniva non soltanto ridicolizzato ma, raggiunta l'età adulta, gli poteva anche essere precluso l'accesso a determinate funzioni della vita pubblica.
Ma anche quando lecito, non era raro vedere un rapporto fallire sentimentalmente, così come è stato detto di molti ragazzi che: non odiavano nessuno tanto quanto l'uomo che era stato il loro amante, frase detta nei riguardi dell'assassino del re Filippo II di Macedonia, il somatofilaca - la sua guardia del corpo - Pausania di Orestide. Allo stesso modo i cretesi richiedevano al ragazzo una dichiarazione in cui affermasse che il rapporto era stato di suo gradimento, offrendo al medesimo la possibilità di rompere definitivamente con l'amante se fosse stato costretto con la forza o avesse dovuto subire una qualche forma di violenza.
In epoca classica infine appare una nota di preoccupazione in più nei riguardi del fatto che l'istituzione pederastica potesse dar luogo ad una certa condizione inappropriata, ossia il proseguimento di rapporti omosessuali in età adulta, o che l'eromenos di oggi avesse la probabilità di diventare domani un kinaidos, definito propriamente come il partner passivo/penetrato.

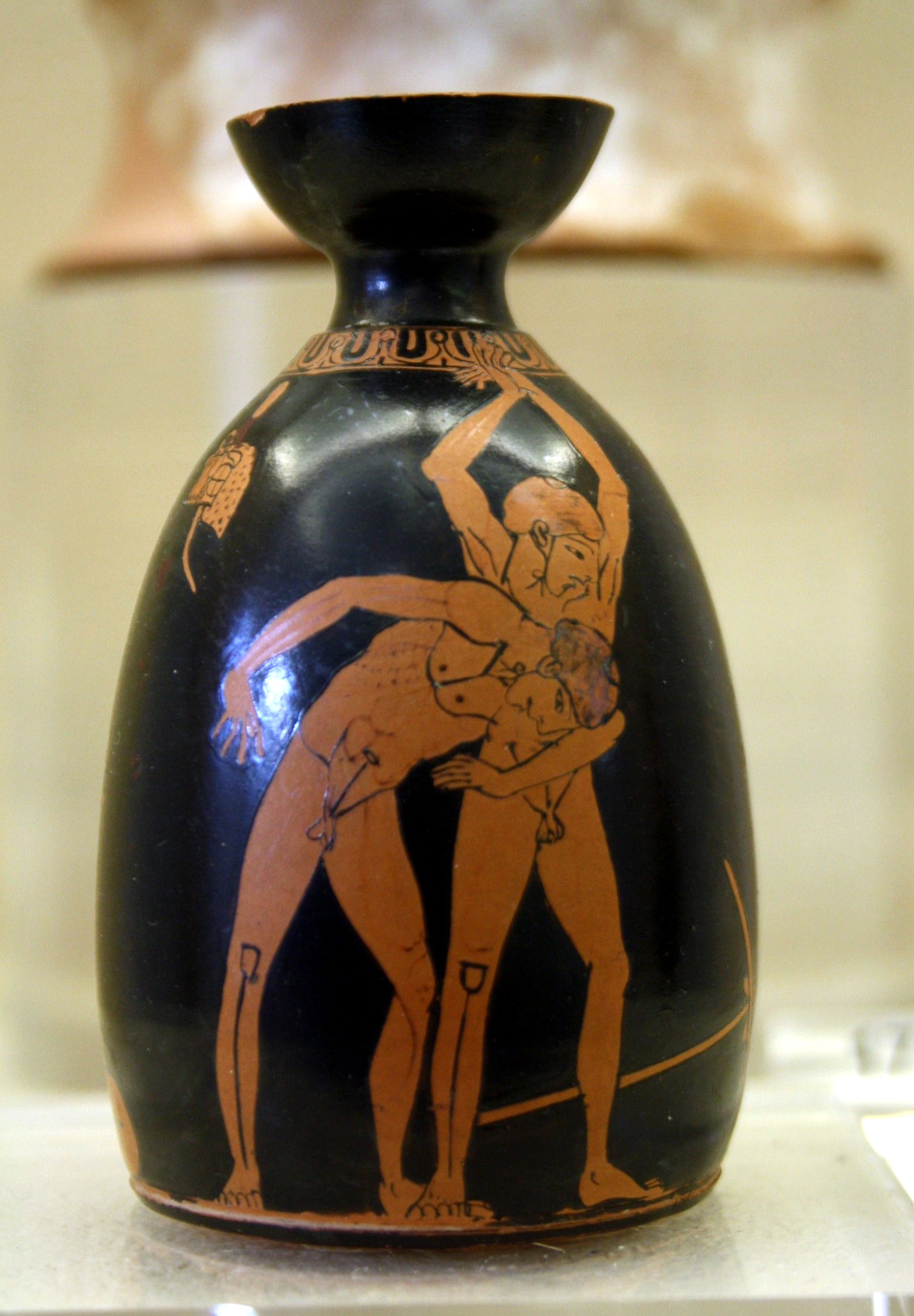
Scena erotica con le figure di due adolescenti nudi che si allenano alla lotta. Sul retro due iscrizioni erotiche di kalós dichiarano che Thodis e Chairippos sono belli.

## Rapporti con lo sport
La pratica della pederastia era indissolubilmente legata anche agli sport organizzati. L'occasione principale in cui uomini e ragazzi potevano incontrarsi e trascorrere del tempo insieme, oltre alla possibilità di insegnare le arti della guerra e della filosofia, era durante gli allenamenti sportivi eseguiti in palestra. Il ginnasio era principalmente il campo di addestramento per queste discipline, oltre che luogo di incontro privilegiato per i rapporti pederastici.
In particolare la pratica della nudità atletica è stata fondamentale per il culto del corpo e dell'erotismo che permeava quelle società. "Ciò che si relaziona maggiormente alla città è lo sport" è la frase che Platone usa per descrivere gli stati in cui i greci amavano prosperare. La parola utilizzata per definire la pratica sportiva, gimnasia, si riferisce non solo alla disciplina atletica in quanto tale, ma innanzi tutto alla sua radice greca γυμνός-nudo, indicante il fatto che tutti gli esercizi eseguiti da uomini e ragazzi venivano realizzati in stato di nudità: il ginnasio o palestra è difatti il luogo ove ci si esercita nudi. Ciò ha reso possibile la contemplazione della bellezza fisica giovanile maschile con tutte le sue conseguenze erotiche.
La bellezza e la potenza erotica del corpo nudo venivano ulteriormente evidenziati con l'uso di olio spalmato su di esso. La fornitura di oli per questo specifico utilizzo aveva un costo molto oneroso per le strutture e veniva coperto da fondi pubblici e in parte da donazioni private. Il suo uso è stato anche variabile nel tempo; inizialmente considerato come una violazione del pudore i ragazzi dovevano evitare l'unzione con olio sotto la vita per non attirare l'attenzione sulla loro sessualità. Questa restrizione è scomparsa presumibilmente ai tempi di Platone.
Il rapporto tra l'allenatore e i suoi atleti ha poi avuto anch'esso sovente una dimensione erotica, e nello stesso luogo in cui la formazione fisica aveva luogo serviva ugualmente per i flirt erotici, come si può vedere in molte scene di seduzione e d'amore in tutti i tipi di decorazioni artistiche ambientati all'interno di palestre, anche per gli oggetti rappresentati del tipo di strigili e spugne.

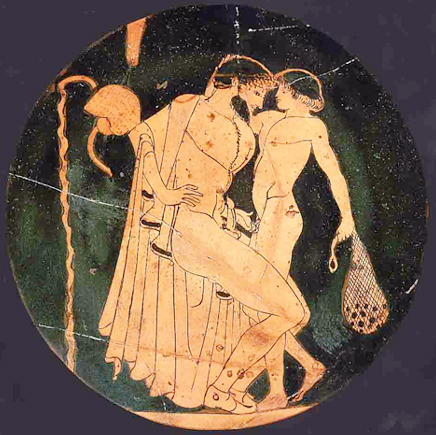
Scena pederastica in palestra.

## Formazione e aspetti militari
Sia gli scrittori antichi sia gli storici moderni come Bruce Thornton concordano sul fatto che l'obiettivo della pederastia fosse essenzialmente pedagogico, un canale in cui tramite Eros si operava per la creazione di cittadini nobili e buoni. Diversi soggetti mitologici suggeriscono il suo impiego sia nella formazione religiosa (vedere le storie di Tantalo, Poseidone e Pelope) come nell'addestramento militare (Ercole e Ila tra gli altri).
Il tema in cui s'insegna a guidare un cocchio appare ripetutamente (oltre che nella storia di Poseidone e Pelope, compare anche in quella riguardante Laio e Crisippo). Si dice che Apollo abbia insegnato ad Orfeo, uno dei suoi prediletti, a suonare l'arpa; Zeus ha fatto altrettanto con il suo coppiere Ganimede, un soggetto pederastico con forti connotazioni religiose. Così gli amori degli dei sono reminiscenze atte a simboleggiare quelli dei mortali, e i loro insegnamenti segnalavano così il processo educativo che aveva luogo ed era in atto tra l'amante e l'amato.

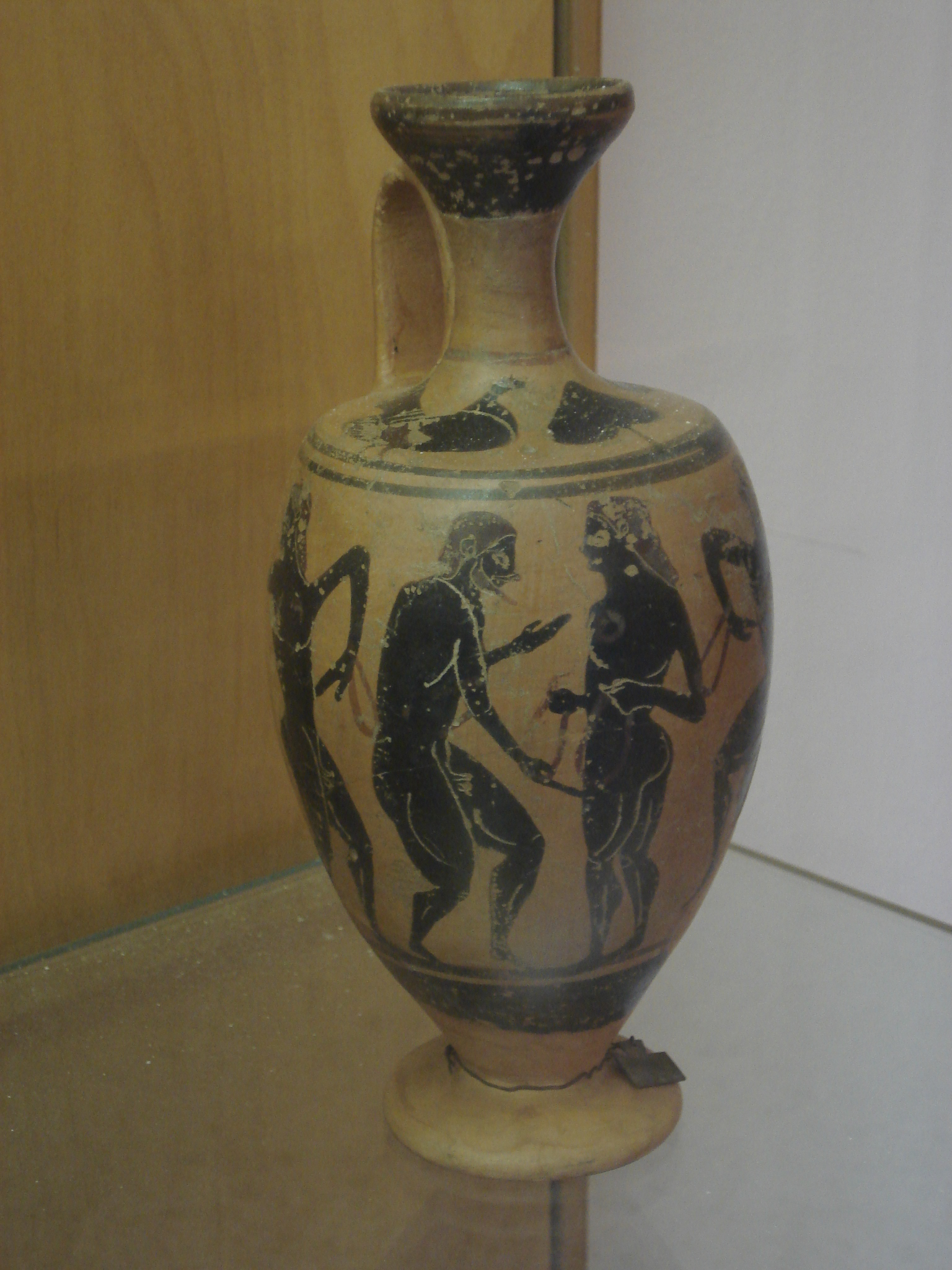
Corteggiamento di atleta nudo.

Prendendo come esempio il rito di Creta, lo storico Eforo di Cuma ci dice che un uomo noto come "Philetor", (-colui che fa amicizia) prendeva con sé il ragazzo (conosciuto come "kleinos"-glorificato/rinomato) in un luogo isolato dove trascorrevano molti mesi a caccia e festeggiando con gli amici; come prova del fatto che il ragazzo era rimasto soddisfatto del trattamento ricevuto e del comportamento generale del partner, il suo nome veniva cambiato in quello di "parastates", cioè colui che combatte in battaglia in prima linea assieme al compagno, mantenendo contemporaneamente col philetor rapporti intimi proclamati ed accettati pubblicamente.
Gli aspetti pedagogici della storia di Eforo sono indiscutibili; senza dubbio si tratta di un rito di passaggio all'età adulta culminato con il ritorno della coppia dalle montagne ed il processo che aveva luogo di inculcare i valori della società maschile.
Un buon addestramento militare dei cittadini era essenziale nella formazione della società greca, inseparabile dalle altre materie che più la contraddistinguevano. L'antica Grecia si è trovata ad essere costantemente coinvolta in guerre, sia interne che esterne, questo ha fatto sì che il valore militare venisse in particolar modo apprezzato. Ma le polis greche non avevano un esercito regolare come lo possiamo intendere oggi, una professione regolarmente retribuita che ha il compito di addestrare le sue reclute. Erano invece gli stessi cittadini comuni che avevano il compito di formarsi militarmente per diventare essenzialmente opliti.
Come una delle principali funzioni della pederastia era quella di coltivare il coraggio e l'abilità nel combattimento, così l'addestramento militare si convertì presto ad essa divenendo inseparabile dalle sue tradizioni. L'erastes era il principale responsabile per la formazione militare del proprio erómenos, dato che a causa della tradizione greca di contrarre matrimoni in età relativamente tarda (questo per gli uomini), quando un ragazzo raggiungeva l'età di leva suo padre era di solito troppo vecchio per poter svolgere questo compito di educazione all'amor di patria.

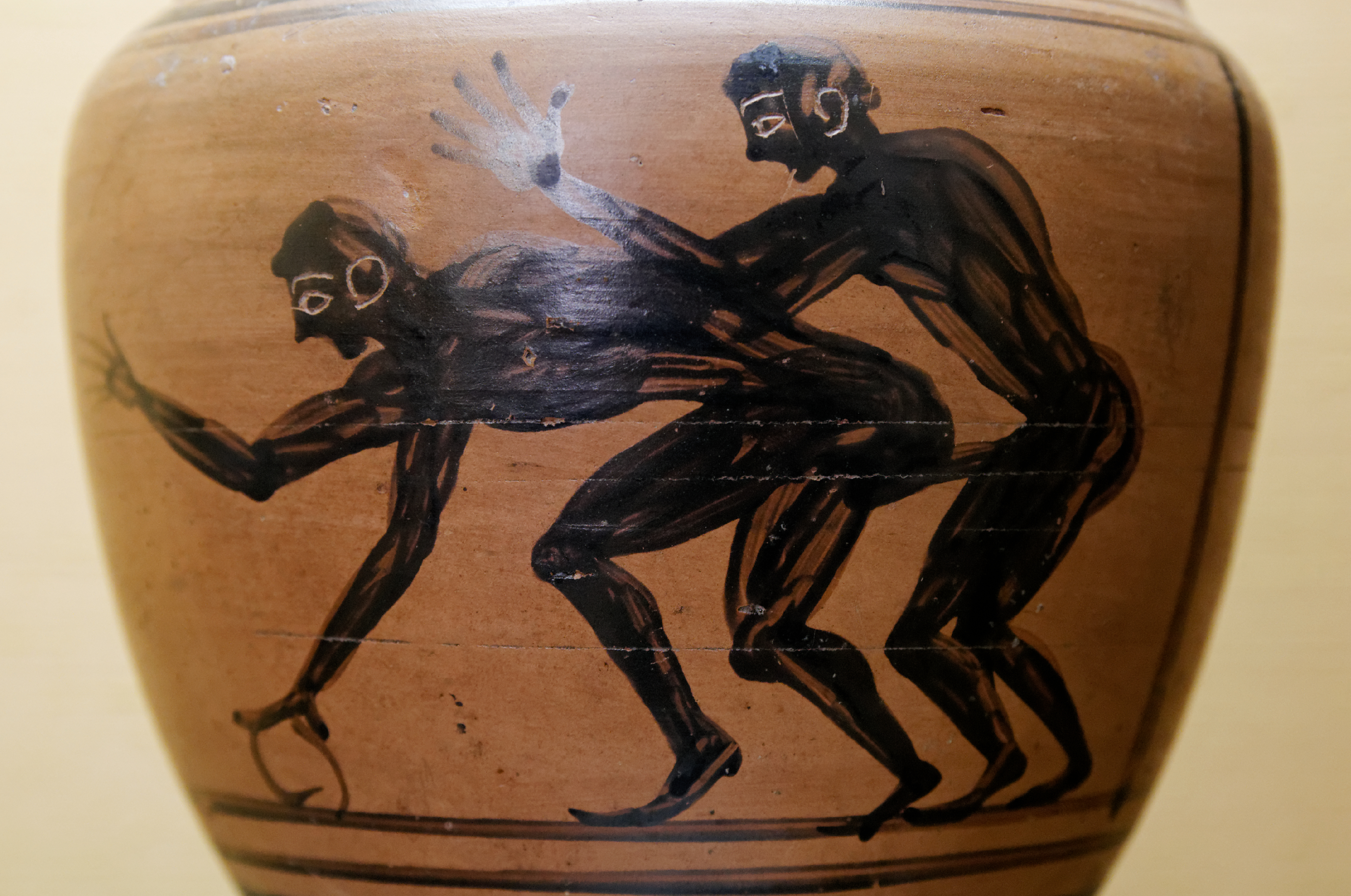
Scena erotica in posizione da dietro.

## Aspetti sessuali
La pittura vascolare greca e i riferimenti alle cosce dell'eromenos nella poesia indicano che quando la coppia pederastica s'impegnava in qualche forma di attività erotico-sessuale, quella di gran lunga preferita era il sesso intercrurale ("diamarizein"). Per preservare la sua dignità e soprattutto l'onore, l'eromenos pertanto limitava all'uomo che lo desiderava la concessione della penetrazione tra le cosce chiuse da dietro.
Il sesso anale viene anch'esso in certe occasioni rappresentato, ma molto più raramente; la prova non è comunque esplicita - anche a causa della simiglianza notevole tra le due azioni - ed è suscettibile di interpretazione. Alcuni dei dipinti su ceramica greca, che Percy considera un quarto tipo di scena pederastica oltre alle tre individuate e descritte da Beazley, mostrano l'erastes seduto con una visibile erezione e l'eromenos che si sta avvicinando od è in procinto di salirgli in grembo. La composizione di queste scene è la stessa di quella per le raffigurazioni di donne che si stanno sedendo sopra agli uomini, tanto che paiono un'autentica opera di montaggio.
All'interno della norma culturale predominante, considerando una cosa a parte le preferenze personali, la penetrazione anale viene assai spesso vista come disonorevole - quando non propriamente vergognosa - ma esclusivamente per il partner che sceglie di assumere il ruolo ricevente o di penetrato. Una favola attribuita a Esopo (la numero 528) racconta di come la caratteristica umana denominata "Vergogna" acconsentì ad entrare nel corpo umano da dietro e a rimanervici, ma solo fino a quando Eros non avesse seguito lo stesso percorso: "Va bene, andrò lì, a condizione che se l'amore giungesse là dopo di me, lascerò immediatamente quel luogo". Il significato morale evidenzierebbe il fatto che le persone che si impegnano in tale atto non hanno alcun senso di vergogna.
Il sesso orale non è altrettanto raffigurato, o se lo è viene indicato solo indirettamente; la penetrazione anale o orale sembra fosse riservata per le prostitute o gli schiavi.
Dover ha sostenuto che l'eromenos non era idealmente tenuto a provare un desiderio considerato come "poco virile" nei confronti dell'erastes; David M. Halperin ha altresì sostenuto che i ragazzi non venissero sottoposti a eccitazione sessuale.

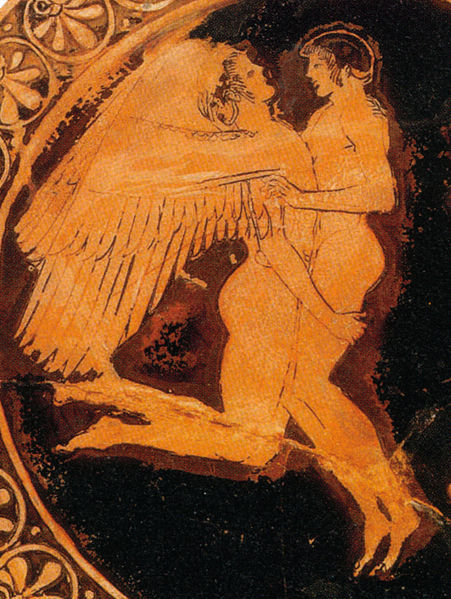
Zefiro e Giacinto (mitologia), il secondo è stato un eroe patrono della pederastia spartana. Tazza attica a figure rosse proveniente da Tarquinia, (490 a.C. circa)

## Aspetti religiosi
Nell'antica Grecia la pederastia consisteva in un legame tra un uomo e un adolescente che avesse compiuto almeno i dodici anni di età, cioè dopo l'avvento della pubertà. Questo genere di coppia traeva la sua legittimazione da numerosi equivalenti simbolici o mitologici tra figure divine o eroiche; il mito greco fornisce decine di esempi in cui giovani uomini divengono amanti di divinità o semidei.
L'episodio mitologico riguardante il ratto del bellissimo principe dei troiani, l'adolescente Ganimede, è stato da più parti invocato come un precedente per il rapporto di copia a sfondo pederastico, come il poeta megarese Teognide afferma ad un amico: "C'è un certo piacere nell'amare un ragazzo (paidophilein), dal momento che una volta in realtà anche il figlio di Crono (cioè, Zeus), re degli immortali, si innamorò di Ganimede, lo afferrò, lo portò via per condurlo nell'Olimpo e qui lo ha fatto diventare immortale, mantenendo così il bel fiore della sua giovinezza (paideia). Quindi, non essere stupito, Simonide, che anch'io sono stato rivelato come uno che è affascinato dall'amore per un bel ragazzo".

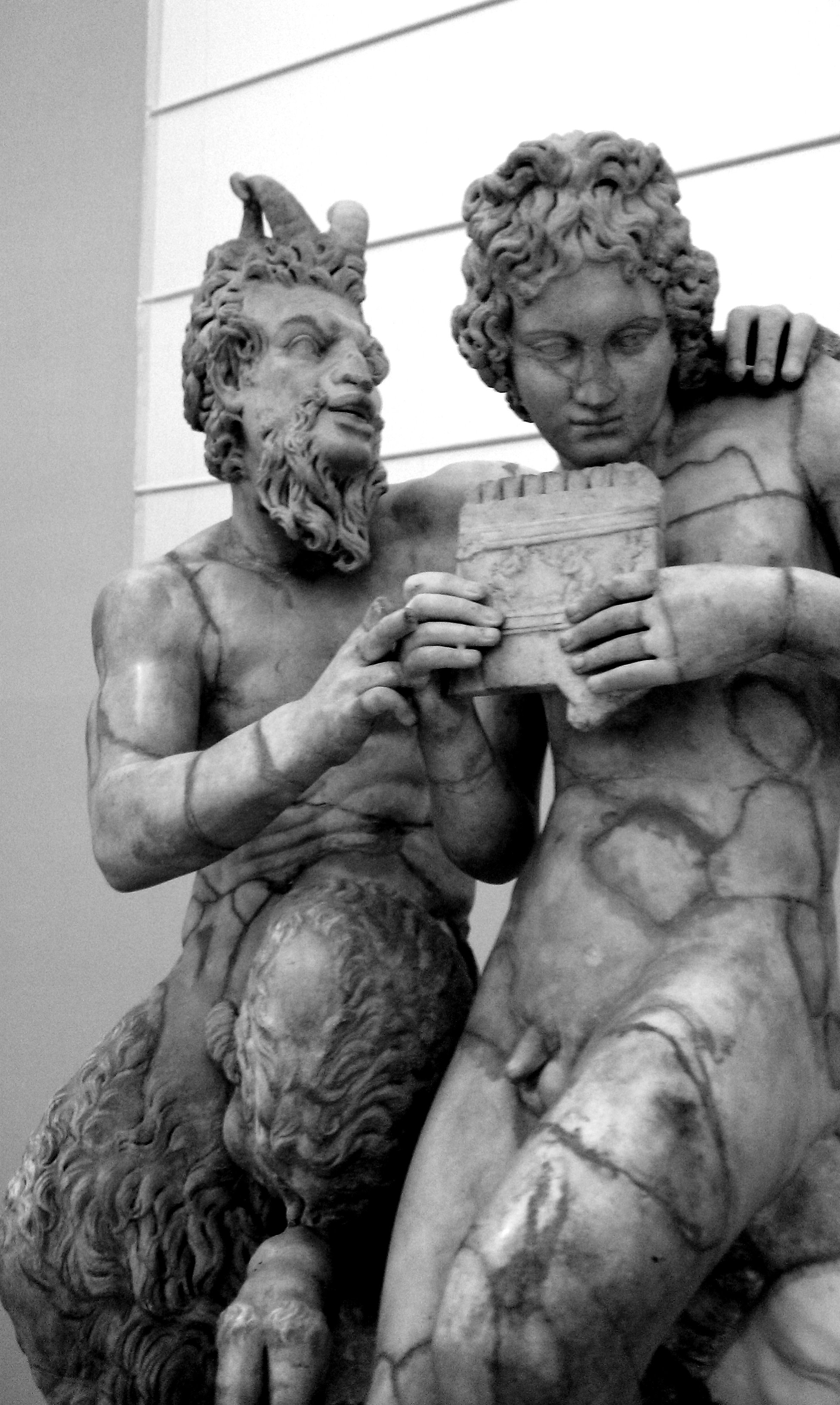
Il dio Pan col suo giovane amato Dafni. Copia del II secolo d.C. da un originale proveniente da Rodi del II secolo a.C., conservato museo archeologico di Napoli.

Ma amori pederastici sono stati attribuiti praticamente a tutte le figure divine maschili del pantheon greco, da Zeus a Poseidone, da Apollo a Dioniso, da Ermes a Pan, nonché a moltissimi eroi tra cui Orfeo ed Eracle; con l'eccezione di Ares quindi, tutti gli Olimpi hanno intrapreso questo tipo di relazione: questo fatto viene addotto dagli studiosi per dimostrare che i costumi specifici della paiderastia hanno tratto la loro origine da un qualche arcaico rito d'iniziazione.
Alcuni indizi hanno fatto supporre che il fenomeno si sia evoluto a partire dal rito di passaggio inerente alla cultura degli Indoeuropei. Dover, tuttavia, ritiene che questi miti sono solo versioni letterarie che esprimono o spiegano l'omosessualità "manifesta" della cultura arcaica greca, il carattere distintivo di essa rispetto ai contrastanti atteggiamenti presenti in altre società come quelle dell'antico Egitto o del regno d'Israele.

## Aspetti politici
Trasgressioni delle regole relative alla corretta espressione dell'omosessualità nei limiti della "paiderastia" potevano anche essere utilizzate per danneggiare la reputazione di un personaggio pubblico. Nel suo discorso Contro Timarco nel 346 a.C., l'oratore politico ateniese Eschine argomenta contro il proprio avversario Timarco, un politico di mezza età con esperienza, premettendo che i suoi diritti politici, a causa dell'aver trascorso l'adolescenza in qualità di ragazzo mantenuto di tutta una serie di uomini ricchi, andavano annullati immediatamente.
Eschine ha vinto la causa e gli è stata data ragione, Timarco è così condannato all'atimia, la limitazione e/o perdita dei diritti civili. Eschine riconosce l'esistenza dei rapporti di corteggiamento con i bei ragazzi, le poesie erotiche che vengono spesso dedicato a questi giovani, oltre agli impicci e guai che potevano causare, ma sottolinea fermamente che nessuno di questi è mai stato mediato dal denaro. Il motivo finanziario è quindi inteso come essere una minaccia per lo status di diritto di un uomo nato libero.
Per contro, come espresso bene in Pausania nel suo discorso al Simposio platonico, l'amore pederastico è stato detto essere favorevole alla nascita della democrazia ateniese e quindi fosse una specie d'amore assai temuto dal tiranno, questo perché il legame tra l'erastes e il suo eromenos era più forte di quello richiedente obbedienza ad un sovrano dispotico.
Ateneo di Naucrati afferma che "Hieronymus l'aristotelico dice che l'amore con i ragazzi era di moda perché diverse tirannie erano state rovesciate dai giovani nel fiore degli anni, uniti in ciò ai loro compagni in affettuosa e reciproca amicizia." Egli dà come esempi di queste coppie pederastiche quella degli ateniesi Armodio e Aristogitone, che sono stati accreditati (forse simbolicamente) con il rovesciamento dell'ultimo tiranno dell'antica Atene Ippia e la seguente istituzione della democrazia, e anche Caritone e Melanippo all'epoca di Falaride.
Altri, come Aristotele, hanno affermato che i legislatori cretesi avessero incoraggiato la pederastia come mezzo di controllo della popolazione, indirizzando l'amore e il desiderio sessuale in canali non procreativi: "il legislatore ha messo a punto numerose misure sagge per garantire il beneficio della moderazione a tavola e la segregazione delle donne, in modo che esse non potessero partorire molti bambini, a tal fine egli istituì le relazioni sessuali tra maschi in forma di pederastia.

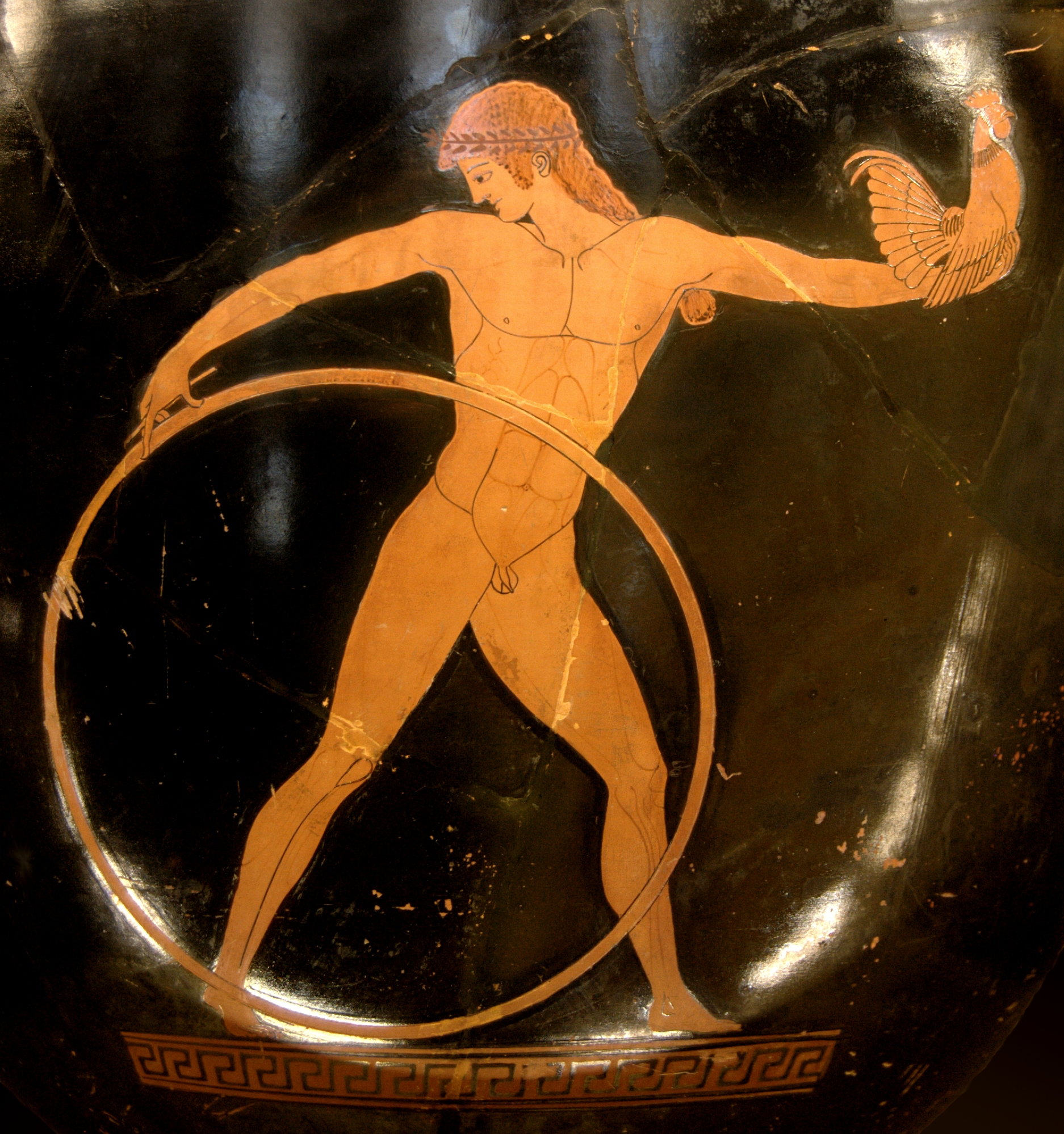
Ganimede mentre gioca con un cerchio (gioco) e porta un galletto nella mano, dono simbolico di amore pederastico, presumibilmente da parte di Zeus, che è raffigurato nel dall'altra parte di questo cratere attico a figure rosse (c. 500 a.C.)

## Caratteristiche regionali
Per quanto concerneva la pederastia greca si trattava, come già è stato sottolineato, di un modo riconosciuto di formazione delle élite sociali, che traduceva la relazione maestro-allievo. I vocaboli indicanti l'uomo e il ragazzo potevano variare da una città all'altra: per esempio Erastès ("amante") e eromenos ("amato") nell'antica Atene, eispnelas ("ispiratore") e aites ("auditore") a Sparta. Anche le modalità della relazione differivano a seconda delle città e i rapporti sessuali potevano o meno essere permessi all'interno della relazione. Nelle relazioni erotiche notorie tra adulti e ragazzi, per non minare la dignità di questi ultimi appena diventati adulti, si assumeva che il contatto sessuale avvenisse soltanto tra le cosce, il cosiddetto sesso intercrurale.

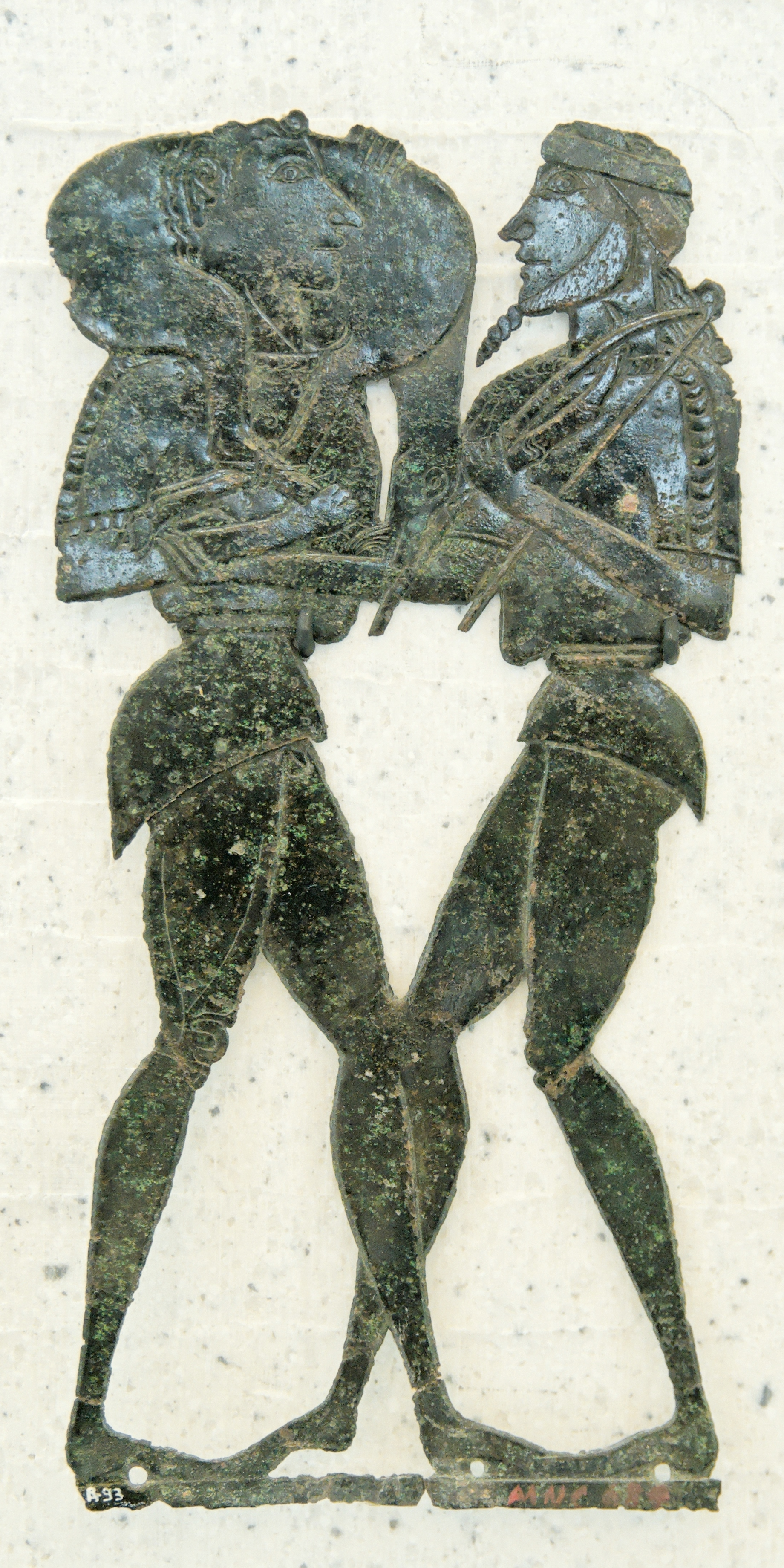
Arciere barbuto saluta un giovane cacciatore che porta un camoscio, un'offerta per Hermes Kedritēs. Bronzo sbalzato e cesellato, opere d'arte cretese, ca. 670-650 a.C. Dal Tempio di Hermes a Syme Viannou, Creta

### Creta
La pratica della pederastia greca è venuta improvvisamente alla ribalta verso la fine del periodo arcaico della storia greca: una placca d'ottone proveniente da Creta e databile al 650-625 a.C. rappresenta la più antica raffigurazione conservatasi fino a noi concernente il costume pederastico. Tali testimonianze appaiono in tutta la Grecia nel corso del secolo seguente; le fonti letterarie la mostrano come consuetudine consolidata in molte città a partire dal V scolo a.C..
I Cretesi, un popolo Dorico descritto da Plutarco, erano famosi per la loro moderazione e la forma conservatrice con cui conducevano la propria esistenza quotidiana. Praticavano un tipo arcaico di pederastia in cui l'erastes doveva ritualmente simulare il rapimento del ragazzo di loro scelta, con l'avviso preventivo al padre del giovinetto e dopo averne ricevuto il suo consenso; poi si dirigevano nei boschi al di fuori dei centri urbani per poter vivere da soli per un certo periodo di tempo.
Alla fine andavano al tempio dedicato ad Ermes ed Afrodite situato nel monte Ditte e qui compivano un'offerta rituale costituita da una tavoletta con incisi i propri nomi e dal sacrificio di un animale alle due divinità. Al suo ritorno a casa il ragazzo riceveva dei regali molto costosi: un equipaggiamento militare completo, un bue e un calice. A questo punto il ragazzo dichiarava se voleva continuare il rapporto, essendo soddisfatto di come era stato fin qui trattato, oppure concluderlo senza ulteriori sviluppi.
L'usanza era molto radicata ed era considerata una vergogna per un ragazzo non riuscire ad ottenere un amante e ad esser da questi rapito. Secondo Strabone era propriamente l'aspetto virile e il valore le qualità che reciprocamente venivano maggiormente apprezzati, non il mero aspetto fisico.
La figura dell'Erastès Promaco è associata nella tradizione cretese a quella del suo eromenos di nome Leucocama ("dai capelli luminosi"), in un mito le cui vicende sono ambientate a Cnosso. La storia è attestato unicamente nelle Narrationes (Διηγήσεις) di Conone di Atene, andate perdute ma giunte a noi in forma di epitome molto dettagliatamente attraverso l'opera di Fozio I di Costantinopoli. Il cretese Promaco, innamorato del poco più giovane Leucocama, si sottoponeva a prove durissime per riuscire a conquistarsene l'affetto; il ragazzo tuttavia ne proponeva all'amico sempre di nuove e per di più negandosi ogni volta. Così, dopo aver recuperato con molte difficoltà un prezioso elmo Promaco, al cospetto di Leucocama, lo offrì in dono ad un altro. Leucocama, indispettito dal gesto, allora si suicidò trafiggendosi con una spada.

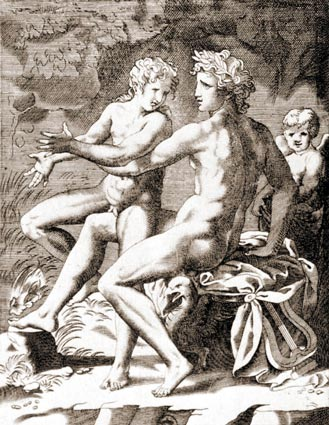
L'eromenos Giacinto assieme al suo erastes, il dio Apollo (XVI secolo), di Jacopo Caraglio.

### Sparta
Sparta, polis dorica, è stata la prima città a praticare la nudità atletica o ginnica delle gimnopedie ad esempio, ed una delle prime a formalizzare rigorosamente la pederastia come istituzione. Uno dei principali miti pederastici cittadini era quello che narrava la vicenda del principe spartano Giacinto, uno dei giovinetti amati dal dio solare Apollo, a cui venivano dedicate annualmente le solenni festività dette Giacinzie.
Questo tipo di rapporto era previsto e regolato dalle leggi, instaurate inizialmente attraverso il codice di Licurgo). L'uomo doveva preliminarmente guadagnarsi l'affetto e la simpatia del ragazzo, questo a differenza che a Creta o nell'antica Atene, dove un tal consenso - sebbene considerato altamente preferibile - non era tuttavia necessariamente richiesto (almeno nei primi tempi). Era poi considerato in generale del tutto ovvio e normale per un uomo il sentirsi attratto emozionalmente da un ragazzo, se questi possedeva la kalokagathia, cioè le due caratteristiche della bellezza e del valore (essere καλός kalos, ossia "bello" e ἀγαθός agathos, "buono", "coraggioso", "onesto": l'ideale della perfezione umana secondo i Greci, essere belli e al contempo anche buoni e valorosi.
La natura di questo tipo di relazione è pacifico tra le fonti antiche. Senofonte tuttavia nella sua Costituzione di Sparta specifica però dicendo assai chiaramente che le abitudini e consuetudini spartane rendevano del tutto inadatta la vera e propria "pederastia fisica": un uomo poteva pertanto liberamente puntare a cercare un'amicizia idealizzata con un ragazzo, ma un autentico rapporto sessuale assieme a lui sarebbe stato considerato "un abominio" equivalente all'incesto
Claudio Eliano nella "Storia varia" racconta che a Sparta per un uomo maturo il non avere un giovane come eromenos-prediletto era considerato un deficit di carattere, e si poteva anche esser puniti per questa mancanza, indicando poi quali erano le responsabilità dell'anziano nei confronti del giovane.

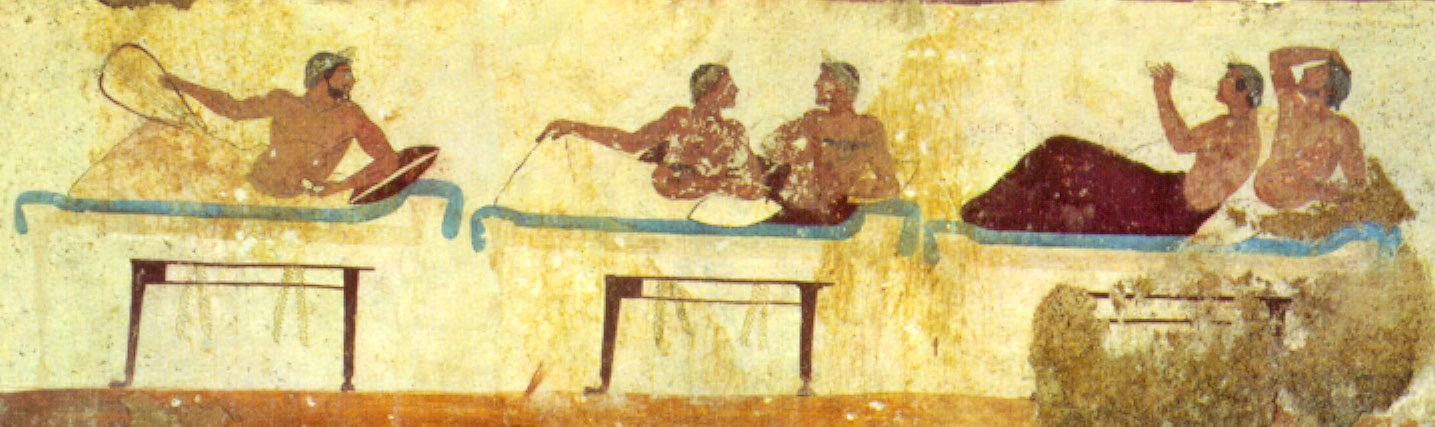
Scena di simposio.

### Megara
La città di Megara in Attica, coltivò lungo tutto il corso della propria storia buoni rapporti con Sparta, potrebbe quindi esserne stata culturalmente attratta tanto da emularne le pratiche pederastiche fin dal VII secolo a.C., quando si suppone che la pederastia rituale fosse stata oramai formalizzata in tutte le città doriche.
Una delle prime città dopo Sparta ad assimilare l'usanza della nudità atletica, Megara fu la patria del corridore Orsippo che era famoso come l'esser stato il primo ad eseguire la sua gara di corsa nudo ai Giochi olimpici antichi e "il primo di tutti i greci per essere incoronato vincitore nudo".
In uno dei suoi maggiori poemi il cantore Teognide, originario della polis, descrive quanto è bello stare ad osservare il proprio ragazzo nudo mentre si esercita durante le gare di atletica al ginnasio, questo come preludio alla pederastia: "Beato è l'amante che va in palestra, e poi corre a casa a dormire tutto il giorno in compagnia di un bel ragazzo".

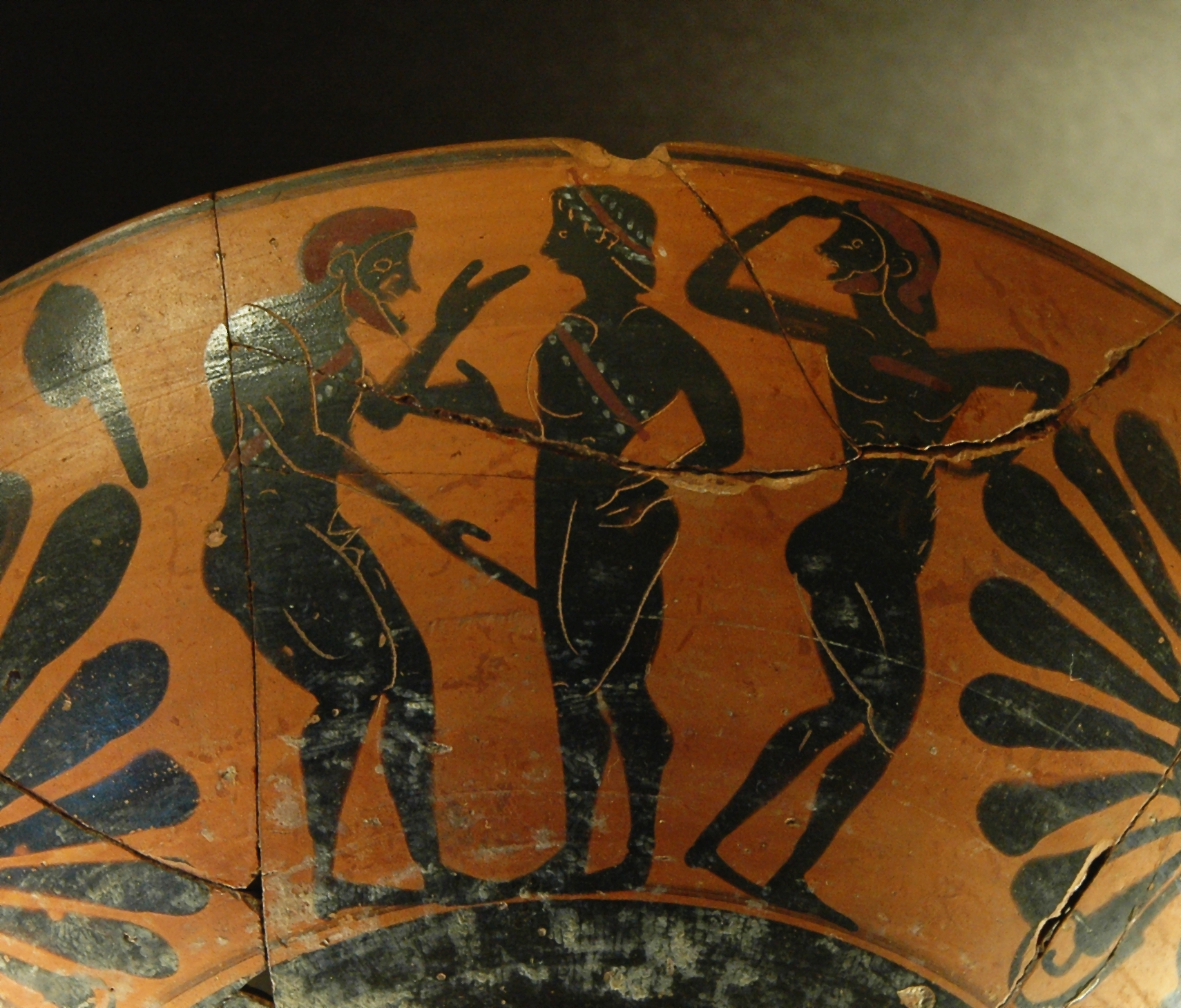
Corteggiameno pederastico. 530-470 a.C.

### Calcide
La città di Calcide era nota per essere il più grande centro della Grecia centrale in cui vigeva la pederastia istituzionalizzata, tanto che gli ateniesi scherzosamente usavano il verbo chalkidizein per indicare il sesso anale; affermarono anche che i cittadini di Calcide sostenevano che Ganimede fu in realtà rapito da Zeus nella loro terra avendone designato l'ubicazione esatta chiamandola Harpagion-luogo del ratto
Si diceva che in un primo momento la pederastia non sia stato molto ben accolta a Calcide; ma quando venuta a trovarsi in difficoltà nella guerra lelantina combattuta contro i cittadini di Eretria, messa alle strette chiese l'aiuto del valoroso guerriero Cleómaco; questo portò con sé il proprio erómenos. Alla fine i calcidesi, avendo altamente ammirato il comportamento coraggioso del giovane nel guidare la carica contro gli avversari e portarli alla vittoria a costo della sua stessa vita, eressero un monumento in suo onore nel centro dell'agorà e cominciarono da quel momento in poi ad onorare la pederastia.
Aristotele attribuì una canzone popolare a questo evento: "I vostri ragazzi di alto lignaggio dotati di grazia e coraggio. Inevitabilmente gli uomini coraggiosi parlarono anche della vostra bellezza al popolo della città di Calcide, la cui forma d'amore prospera in stretta collaborazione col valore"

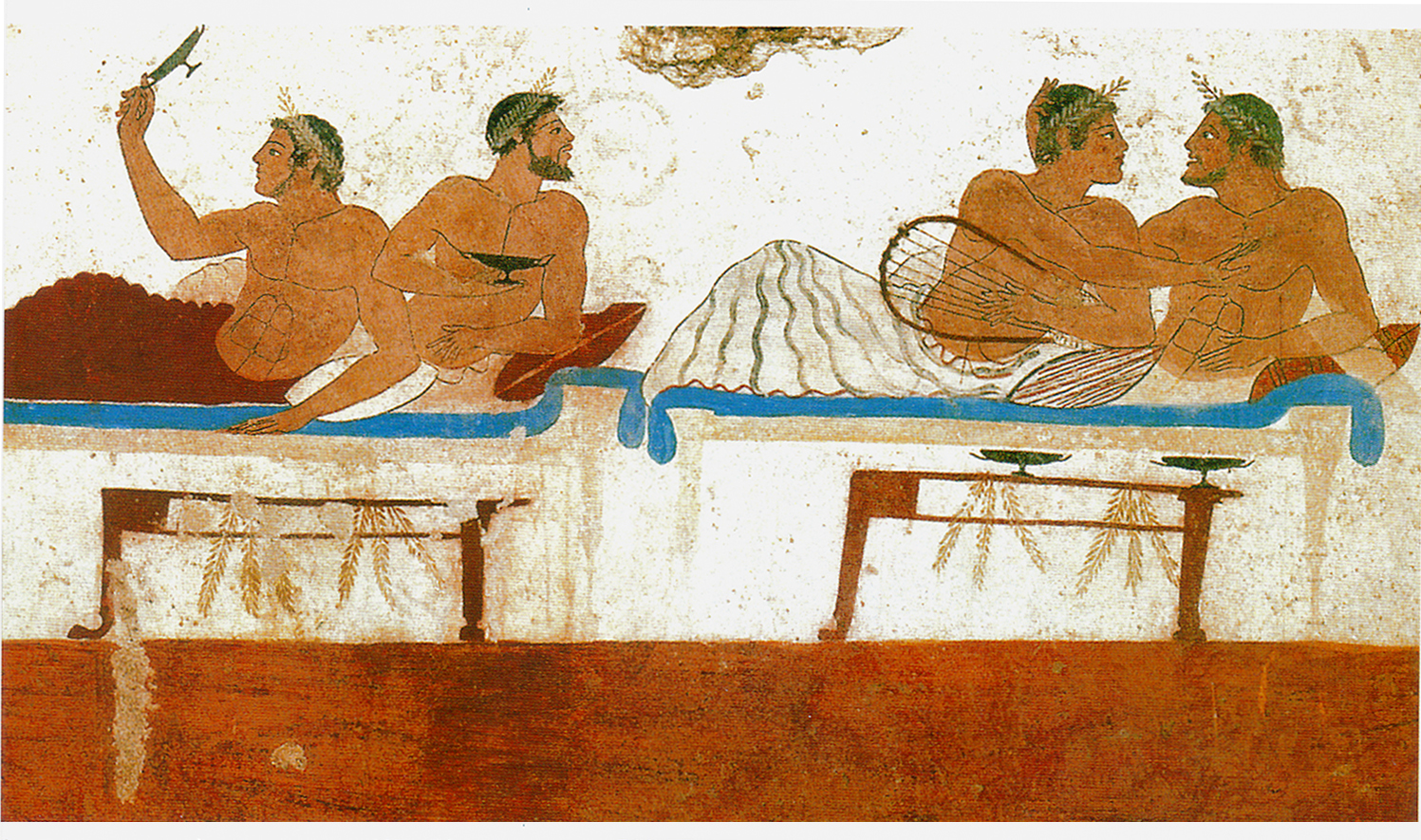
Coppie pederastiche ad un simposio, come raffigurato in un affresco rinvenuto all'interno di una sepoltura nella colonia greca di Paestum in Magna Grecia.

### Atene
Ad Atene la pratica sembra aver subito un'evoluzione, trasformandosi da rituale aristocratico e guerriero rivolto alla formazione dei giovani, in uno meno rigoroso, maggiormente centrato sull'estetica e i sensi; questa differente modalità comportò deviazioni, spesso criticate già dagli autori antichi. Degli uomini potevano rivaleggiare in regali nel cercare di conquistarsi le attenzioni di un ragazzo e alcuni giovani ne approfittavano, accordando i propri favori al più alto offerente.
Contro questa sorta di velata prostituzione maschile Platone si dimostrò particolarmente critico, trovandosi a contestare per l'appunto prima le deviazioni di questa pratica da tempo istituzionalizzata (soprattutto nei dialoghi del Simposio e di Fedro) e successivamente arrivando addirittura ad ipotizzarne l'abolizione nel testo delle  Leggi.
La ceramica attica è una fonte assai importante per gli studiosi moderni che tentano di comprendere l'istituzione della pederastia; l'età della giovinezza raffigurata è stata variamente valutata all'incirca dai 12 ai 18 anni: anche un certo numero di leggi ateniesi affrontavano la questione del rapporto pederastico. Il diritto di norma proibiva solamente i rapporti omosessuali mercenari e quelli imposti con la violenza, ed entrambi con una pena pecuniaria.

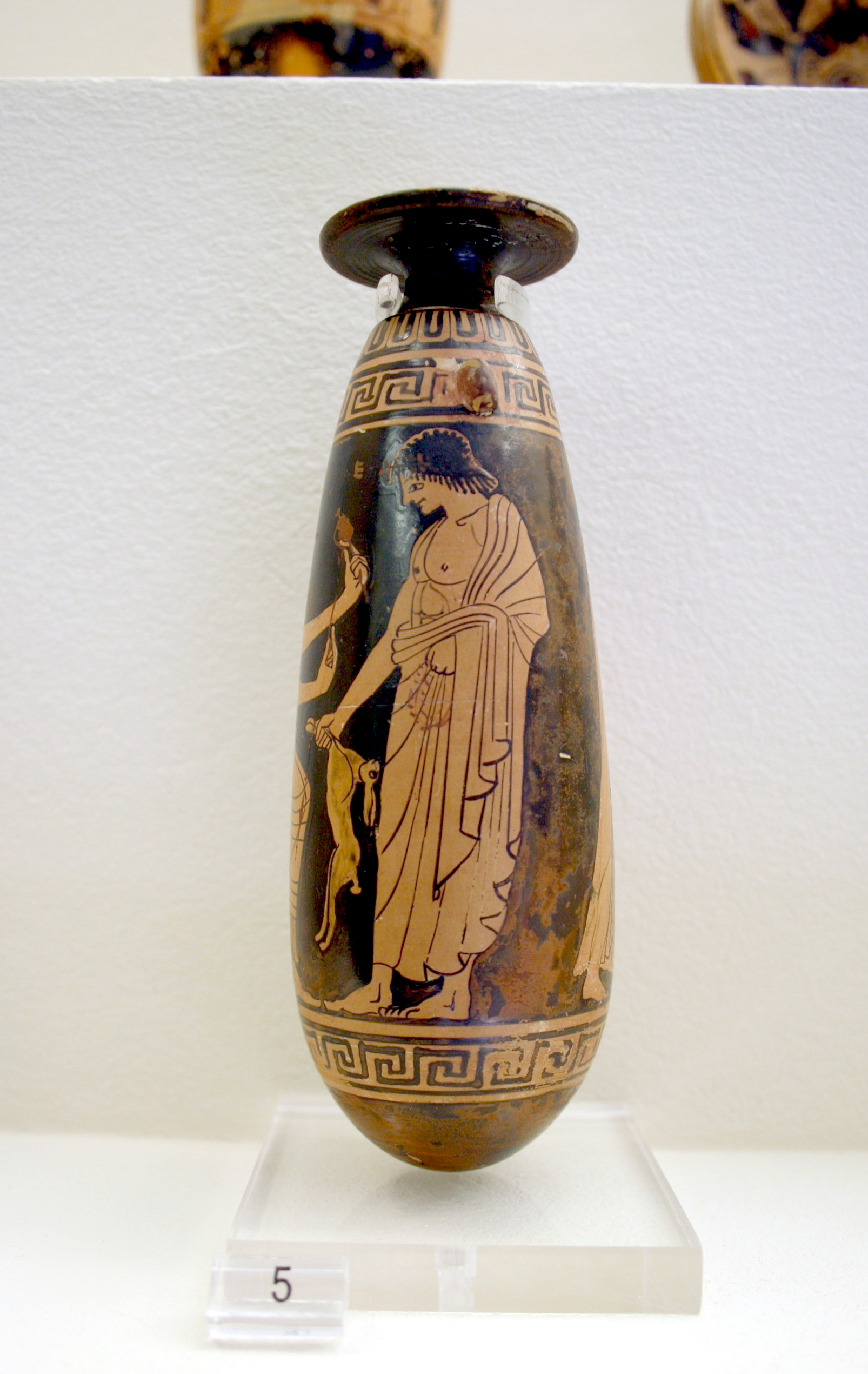
Alabastron a figure rosse con scena di corteggiamento pederastico.

### Beozia
Tebe, polis principale della Beozia, era rinomata per la sua pratica pederastica, la cui tradizione viene sancita proprio dal mito di fondazione della città, per la precisione quello riguardante Laio - antenato mitico dei tebani e futuro padre di Edipo - il quale rapisce per poi usare violenza al giovane Crisippo. Un altro mito pederastico beota è quello concernente il bel Narciso amato ma non corrisposto dal poco più grande Aminia.
Secondo Plutarco la pederastia tebana era stata istituita come dispositivo educativo rivolto ai ragazzi al fine di "ammorbidirne, mentre erano ancora giovani e malleabili, la naturale ferocia caratteriale, oltre che temprarne i costumi".
Il celeberrimo battaglione sacro degli immortali era costituito da coppie di amanti, vedi a questo proposito l'omosessualità militare nell'antica Grecia.

### Oriente greco: Ionia ed Eolia
A differenza dei Dori, dove un "amante" ha di solito un solo "amato", nelle regioni dell'Est (le colonie dell'Asia minore al di là del mare Egeo) un uomo poteva permettersi di avere diversi eromenoi nel corso della sua vita: da certi frammenti tratti dalle poesie di Alceo, originario di Lesbo, possiamo difatti intuire che in tali regioni l'erastes invitasse abitualmente il proprio eromenos nel luogo dove abitava per intrattenersi con lui, quantomeno per cenare assieme.

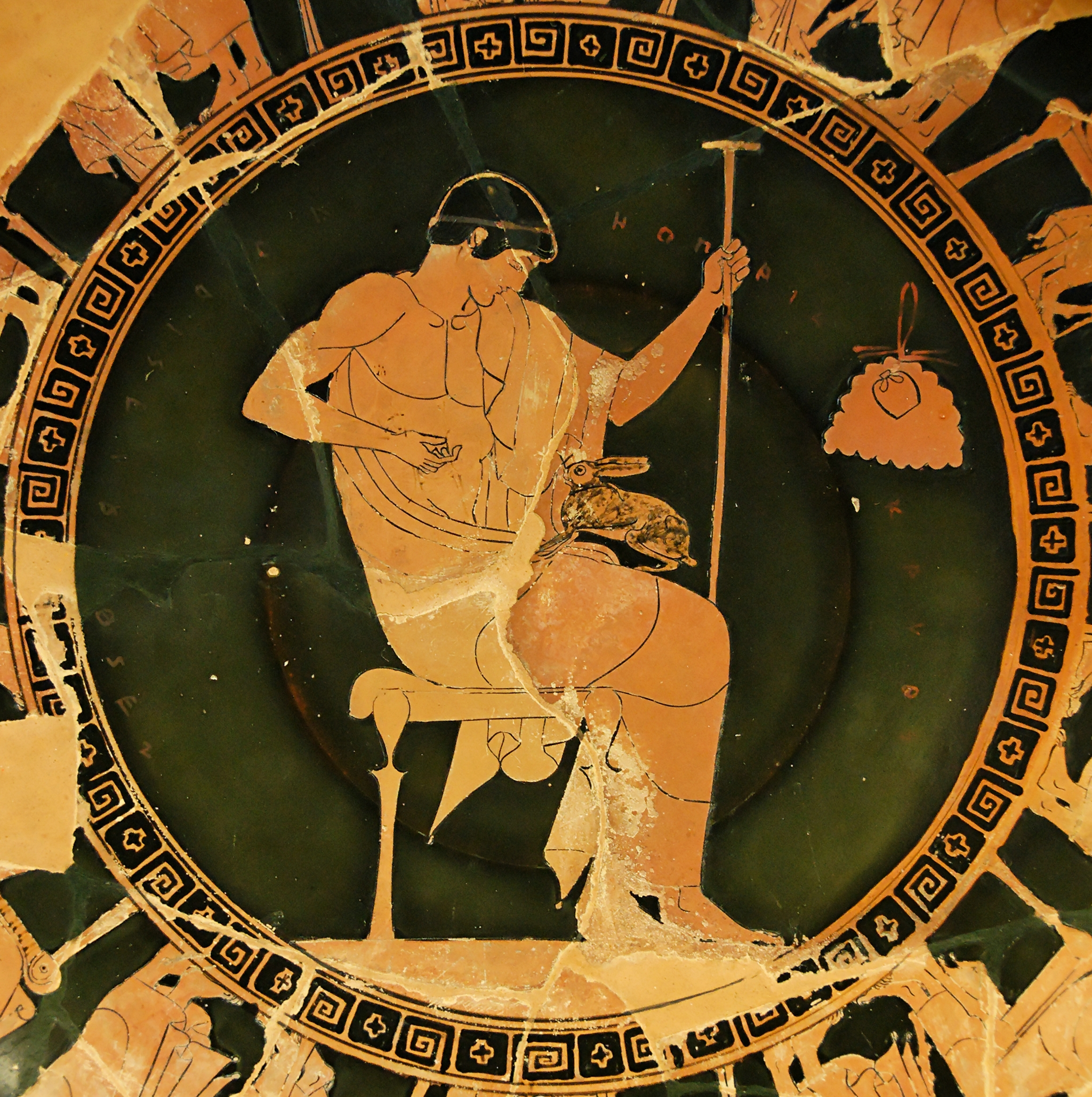
Un giovane con un leprotto, dono pederastico.

## Espressione creativa
L'influenza avuta dall'istituzione pederastica sulla letteratura e le arti in genere fu ampia, complessa e variegata.

### Arti visive

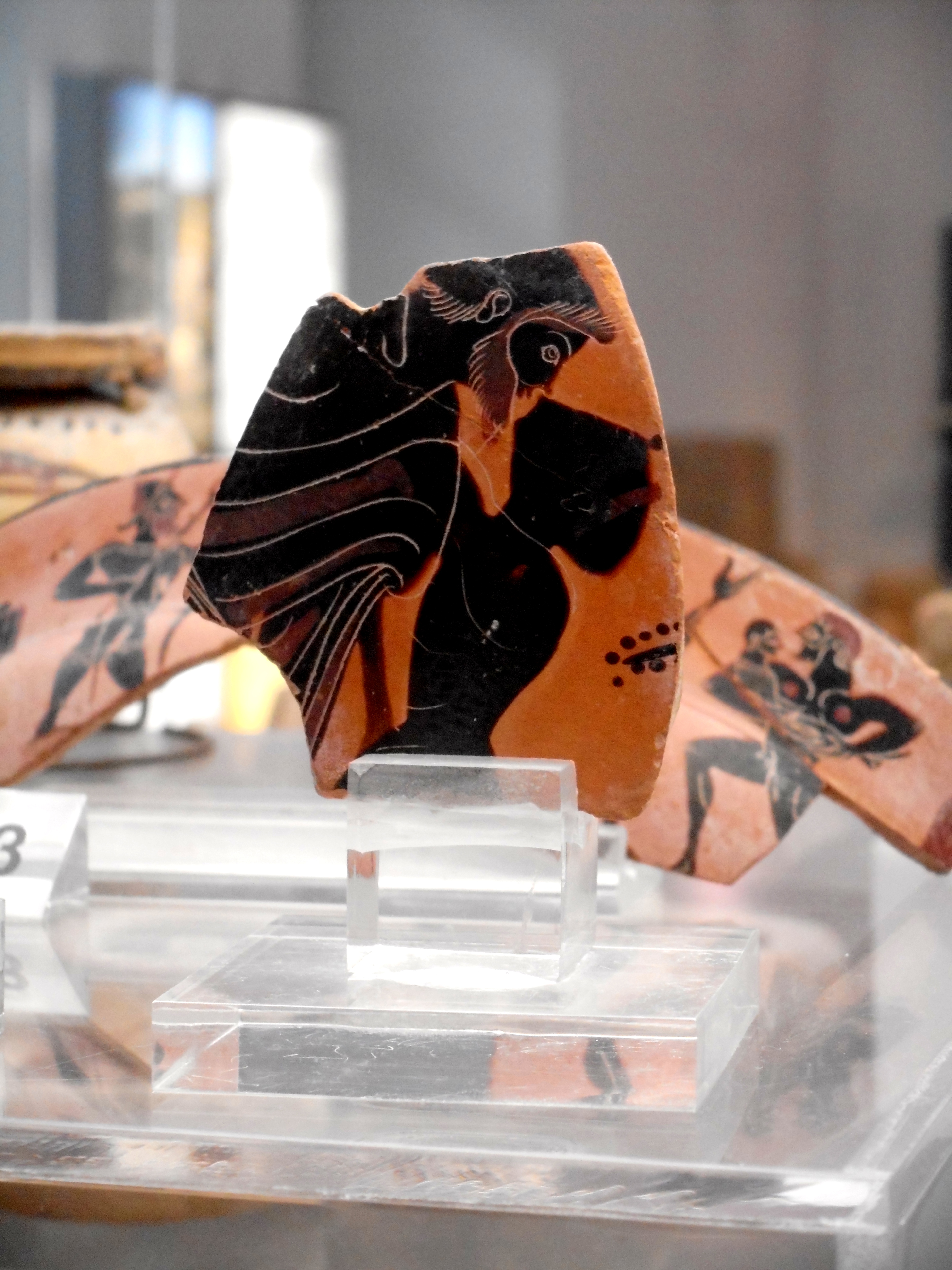
Bacio tra adulto e giovane

La pittura vascolare greca è una delle fonti più importanti per gli studiosi che cercano di capire gli atteggiamenti e le pratiche associate alla "paiderastia". Centinaia di scene pederastiche sono difatti raffigurate sulla ceramica attica a figure nere. Nel XX secolo, John Beazley ha classificato i cosiddetti vasi pederastici in tre peculiari tipologie:
- L'erastes e l'eromenos si trovano luno di fronte all'altro; l'erastes, con le ginocchia piegate, raggiunge con una mano il mento del suo caro fanciullo e con l'altra gli sfiora i genitali.
- L'erastes si presenta davanti al suo eromenos con un piccolo regalo, a volte un animale.
- Gli amanti in piedi s'impegnano nel sesso intercrurale[89].

Alcuni regali tradizionalmente forniti agli eromenos diventano simboli che contribuiscono ad interpretare una determinata scena come pederastica; i regali animali - più comunemente lepri e galli, ma anche cervi e felini - indicano il passatempo aristocratico per eccellenza, per l'appunto consistente nella caccia, presentandola inoltre come metafora di ricerca sessuale.
La natura esplicita di alcune immagini ha portato, in particolare, ad accese discussioni sull'ipotesi fattuale che vuole l'eromenos prendere un piacere attivo nell'atto sessuale. Il giovane amato non viene mai però, nelle immagini a nostra disposizione, presentato con un'erezione; il suo pene "rimane flaccido, anche in circostanze in cui ci si aspetta che il pene di un adolescente sano risponda immediatamente, volenti o nolenti".
Lo sfioramento e sottile carezza dei genitali del giovane è una delle immagini più comuni e ricorrenti delle scene di corteggiamento pederastico su vasi, un gesto indicato anche da Aristofane nella sua commedia intitolata Gli Uccelli (linea 142). Certa ceramica greca infine mostra il partner più giovane sessualmente reattivo, inducendo uno studioso a chiedersi: "Cosa può rappresentare il punto cardine di questo atto? Gli amanti infatti derivano certo piacere dal sentire e guardare la bellezza e la nudità del ragazzo, ma anche al sentirlo rispondere alla loro stimolazione manuale?".
Lo studio cronologico delle pitture vascolari rivela anche una modifica estetica nella raffigurazione dell'eromenos. Nel VI secolo a.C. egli è un giovane imberbe con i capelli lunghi, di altezza adulta e col fisico scolpito e già abbastanza maturo, di solito presentato nudo. Come inizia il V secolo, invece egli è diventato già più piccolo e leggero, minuto, "a malapena pubescente," e spesso drappeggiato come lo sarebbe una ragazza; questo elemento delle scene di corteggiamento potrebbe indicare o inferire qualcosa circa il mutamento di abitudini sociali che si basavano sulla consuetudine pederastica.

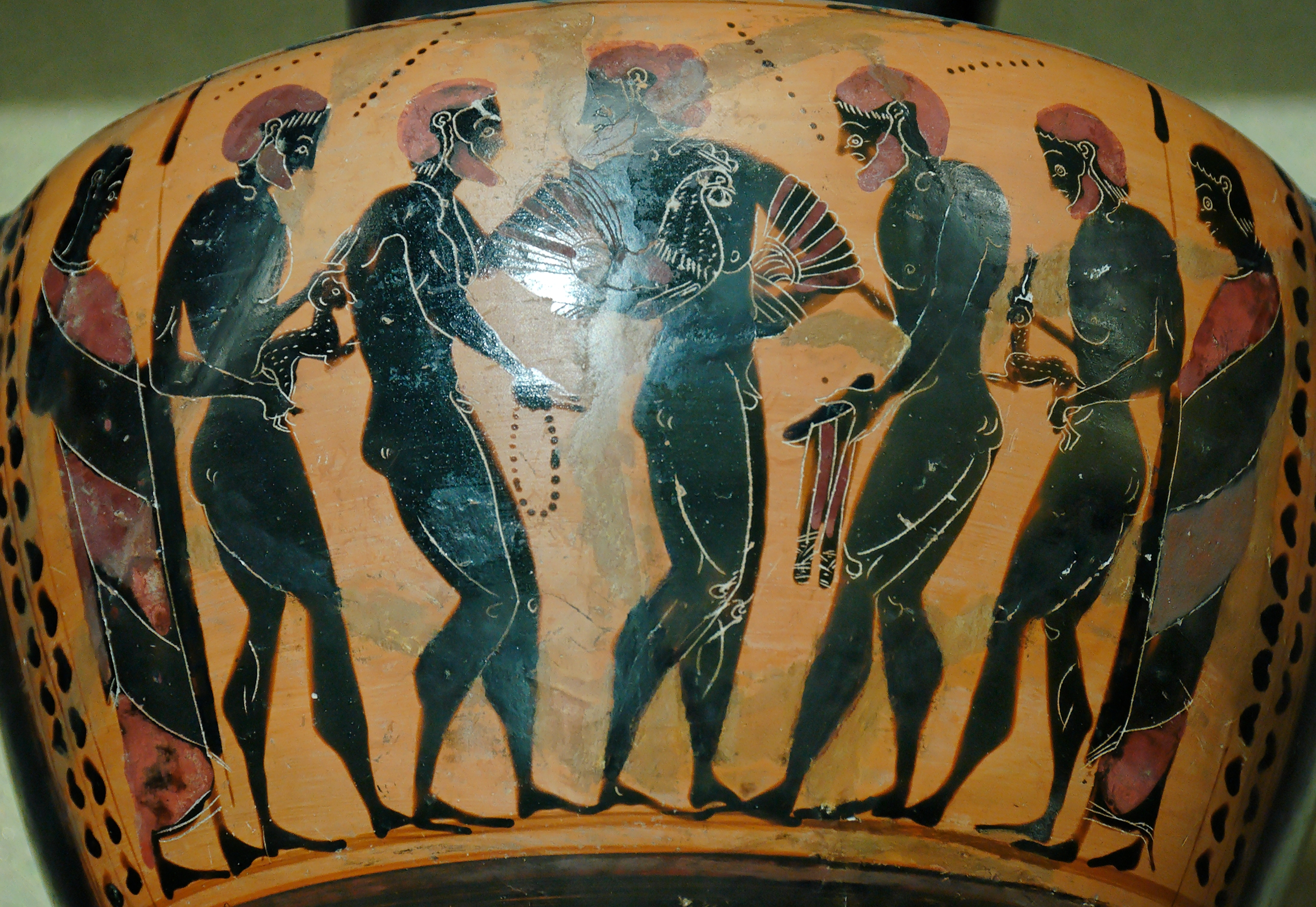
Scena pederastica

### Poesia
Vi sono innumerevoli riferimenti pederastici nell'opera del poeta megarese Teognide, il cui destinatario è un ragazzo chiamato Cyrnus (greco Kyrnos). Alcune parti del corpus teognideo non sono probabilmente originariamente attribuibili all'individuo proveniente da Megara, ma piuttosto rappresentano "diverse generazioni di poesia sapienziale succedutesi a partire dal VI secolo a.C." La serie di versi è costituita da "precetti sociali, politici, etici trasmessi a Cyrnus come parte della sua formazione che lo deve condurre a diventare un buon cittadino adulto della classe aristocratica, così come doveva essere personalmente immaginato proprio da Teognide".
Il rapporto tra Teognide e Kyrnos sfugge ad una specifica categorizzazione. Anche se è stato assunto come dato di fatto già nell'antichità che Kyrnos fosse l'eromenos del poeta, le poesie che più esplicitamente evocano una situazione di acceso erotismo non sarebbero rivolte a lui; la poesia sulle "gioie e dolori" della pederastia sembra più adatta per la condivisione con un collega erastes, forse nella cornice del simposio: "il rapporto, in ogni caso, rimane vago". In generale, Teognide (e/o la tradizione che appare sotto il suo nome) tratta il rapporto pederastico come fortemente pedagogico.
Le tradizioni poetiche della Ionia e dell'Eolide ci presentano poeti come Anacreonte, Mimnermo e Alceo, che hanno composto molte delle forme poetiche che dovevano diventare in seguito parte della tradizione continentale. Ibico proveniva invece dalla Magna Grecia, ma ha anch'egli intrattenuto la corte di Policrate, il tiranno dell'isola di Samo, con versi pederastici. A differenza di Teognide però, questi poeti ritraggono una versione di pederastia che è più eminentemente pedagogica, ma che invece sembra concentrata esclusivamente su questioni di amore e seduzione. Teocrito, un poeta del periodo ellenistico, descrive un concorso di baci per i giovani che ha avuto luogo presso la tomba di un certo Diocle, rinomati estimatori di questo tipo di amicizia; egli osserva che l'invocazione rivolta al bel Ganimede era in quest'occasione quantomai appropriata.

## Mitologia
"Muor giovane colui che è caro agli Dèi" (Menandro, framm. 11)

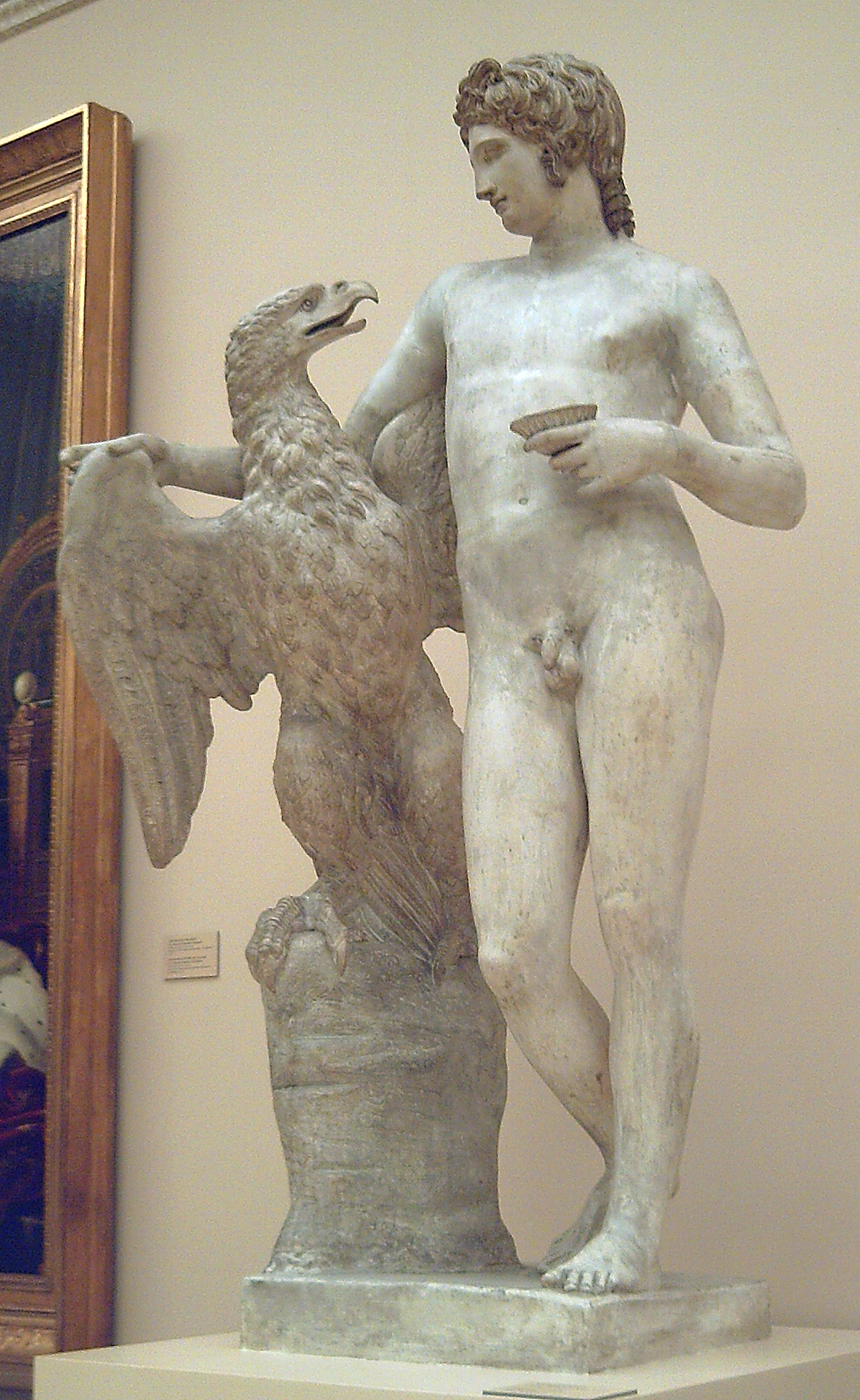
Ganimede e l'Aquila. José Álvarez Cubero 1804

I motivi associati all'amore pederastico all'interno dei miti greci sono innumerevoli, alcuni più ricchi e maggiormente dettagliati di altri, ma tutti riferentesi a un tempo ideale non precedente all'inizio del I millennio a.C. Nel discorso di Pausania presentato nel Simposio di Platone l'amore degli uomini per i giovani è associato alla Dea Afrodite celeste-Urania.
L'invenzione dell'amore tutto al maschile è attribuita, secondo una delle versioni del mito, a Tamiri, figlio di una ninfa e poeta egli s'innamorò del bell'adolescente Giacinto. Altri invece vogliono sia stato niente meno che il cantore Orfeo, dopo la delusione provata nel non essere riuscito a salvare dalla morte la sua amatissima Euridice: "fu lui a introdurre l'usanza di amare i ragazzi". Sbranato dalle donne di Tracia la sua testa fu infine sepolta a Lesbo.
Causa scatenante dell'amore di un dio nei confronti di un mortale è sempre e solo la straordinaria bellezza dell'adolescenza: uno dei motivi principali è quello del dono inizialmente ricevuto da un dio, che provoca però una rivalità da parte d'un amante terreno o di un'altra figura divina, con conseguente fine tragica del protagonista (solo la morte precoce permette difatti al ragazzo di mantener intatta per l'eternità la sua bellezza, ché altrimenti sarebbe fuggevole e vana).
L'origine di tali miti è per lo più dorica e proveniente dalla regione geografica della Beozia.

### Miti relativi all'amore tra un dio e un ragazzo mortale
- Uno dei miti più famosi è quello che tratta del ratto di Ganimede, definito da Omero come "il più bello tra i figli degli uomini" del suo tempo[102].

Il giovane era figlio d'uno dei primi re di Troia, Troo. Il sommo Zeus s'innamorò perdutamente del ragazzo e trasformatosi per l'occasione in un'enorme Aquila lo andò a rapire, mentre questi si trovava a caccia (o mentre stava andando a pascolare il gregge), sulle vette del monte Ida. Al bellissimo adolescente il padrone degli dei volle concedere l'immortalità, facendolo nel contempo diventare il coppiere degli Dei dell'Olimpo. In compensazione per la perdita subita vennero dati al padre una pariglia di cavalli.
Ganimede venne successivamente identificato con la costellazione dell'Aquario, mentre l'aquila che lo rapì divenne l'omonima costellazione astrale dell'Aquila. Una versione alternativa della storia vuole che fu il re dei Lidi Tantalo colui che effettivamente rapì il ragazzo.

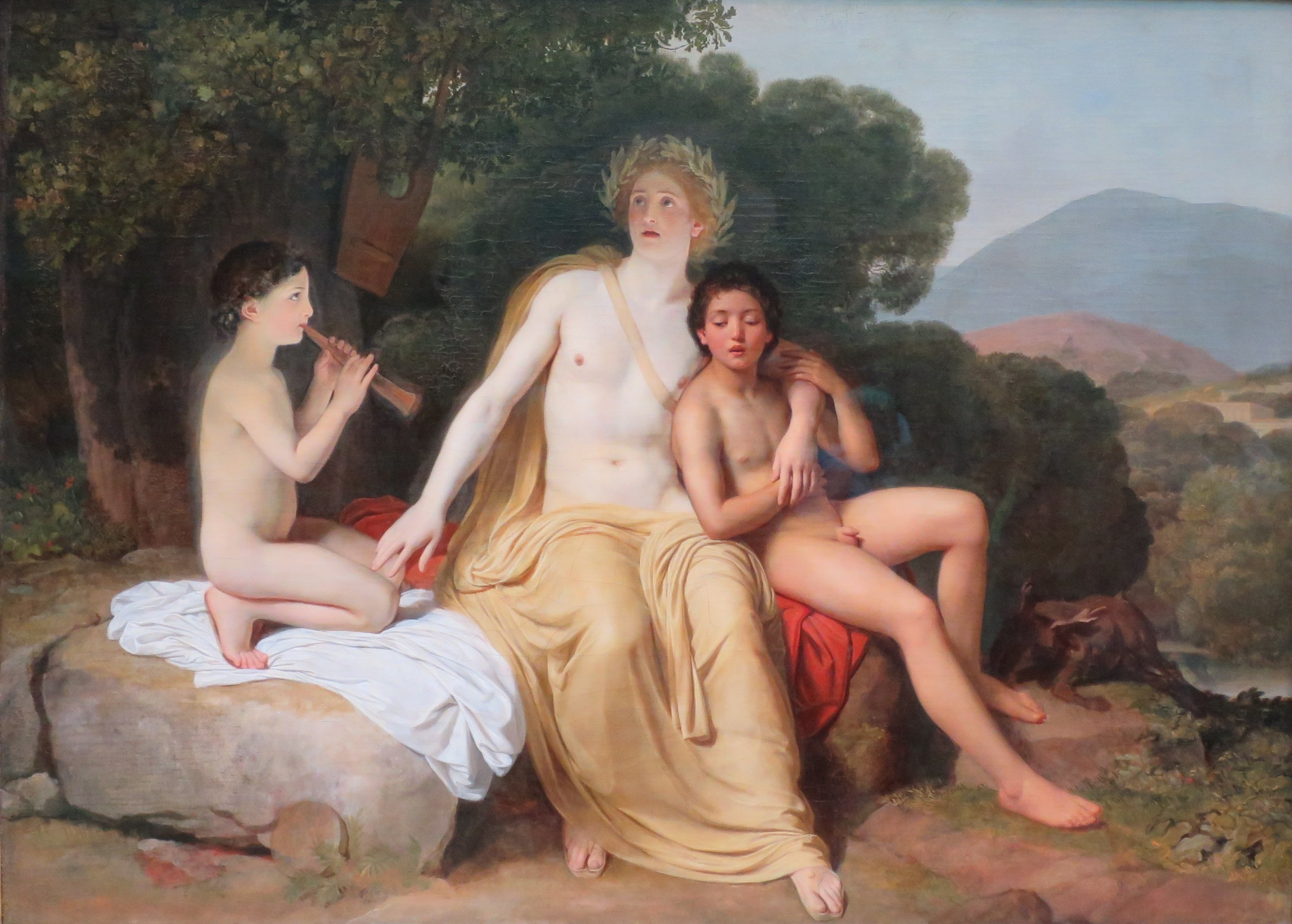
Apollo, Giacinto e Ciparisso coinvolti in musica e canto. Aleksandr Andreevič Ivanov (pittore) 1834

- Tra gli Dei però, colui che aveva il maggior numero di amanti adolescenti maschi era certamente il bisessuale Apollo: il più famoso fra tutti è il mito riguardante la sua rivalità con Zefiro per riuscire a ottenere l'amore di Giacinto (nipote del re Lacedemone di Sparta) e la successiva tragica fine del giovinetto per mano inconsapevole dello stesso dio[107].

Mentre si stavano esercitando nel lancio del disco il geloso Zefiro fece alzar il vento; il disco appena lanciato da Apollo mutò bruscamente direzione finendo così col colpire a morte in mezzo alla fronte il bel ragazzo. Mentre esalava l'ultimo respiro tra le braccia del dio piangente e inconsolabile il sangue che sgorgava zampillante dalla ferita cadde a terra e lì sbocciò subito un bellissimo fiore d'un colore blu intenso, il Hyacinthus. Il suo mito era uno dei principali celebrati a Sparta, le Giacinzie.
Un altro adolescente amato da Apollo è stato Ciparisso: il ragazzo, durante una battuta di caccia, colpì accidentalmente col suo giavellotto il cervo che gli aveva donato il dio. Non riuscendo a superare la disgrazia occorsagli, il giovinetto si struggeva e consumava pian piano; a questo punto Apollo preso da grande pena per lui lo trasformò in un albero, il cipresso dal cui tronco la resina che sgorga è simile a lacrime. Da allora questo è l'albero che viene piantato nei pressi dei luoghi in cui sono sepolti i defunti.
Il dio Eros produceva le frecce con cui poi colpiva i mortali che dovevano cadere innamorati con legno di cipresso. Secondo una versione latina successiva era innamorato di lui anche Silvano, il dio delle foreste.
Tra gli altri ragazzi amati da Apollo ci sono Imene e Branchus di Mileto, futuro sacerdote del dio stesso e fondatore di un suo oracolo a Didima; l'indovino Melampo e Forbant di Rodi. Vengono accennate anche brevi notizie riguardanti l'amore di Apollo nei confronti del re di Cipro Cinira, Orfeo e Troilo, Amyclas figlio di Lacedemone e fratello di Giacinto e Illo, figlio maggiore di Eracle e Deianira.
Infine per amore del re Admeto Apollo accettò di trascorrere ben 9 anni umani al suo servizio come pastore: in quest'ultimo caso sembra essere stato il dio stesso ad assumere il ruolo e la parte 'sottomessa' di eromenos.
- Uno dei grandi amori del dio dei mari e dei terremoti Poseidone fu invece Pelope, a cui fu donato un carro dotato di cavalli alati con il quale vinse una gara di corsa contro il re Enomao[118]. Il signore dei mari venne travolto da improvvisa passione anche nei confronti di un certo Nerites, figlio di Nereo e quindi fratello delle Nereidi: si narra fosse d'una bellezza mozzafiato e che proprio dal suo amore nei confronti di Poseidone nacque Anteros (l'amore ricambiato e vendicatore di quello non corrisposto)[119].
- Hermes, che rimase sempre appassionatamente attratto da Perseo, lo aiutò a procurarsi sandali alati ed elmo magico per poter affrontare le sue imprese eroiche[120]; si innamorò di Cadmo[121], Dafni (Eliano. Storie X 18) e Anfione[122]. Infine si dice che amò anche Crise, il sacerdote di Apollo a Troia e sembra gli piacesse alquanto l'irsuto Pan.
- Asclepio era innamorato di Ippolito[123] ed Efesto di Peleo[116].

#### Il caso Dioniso

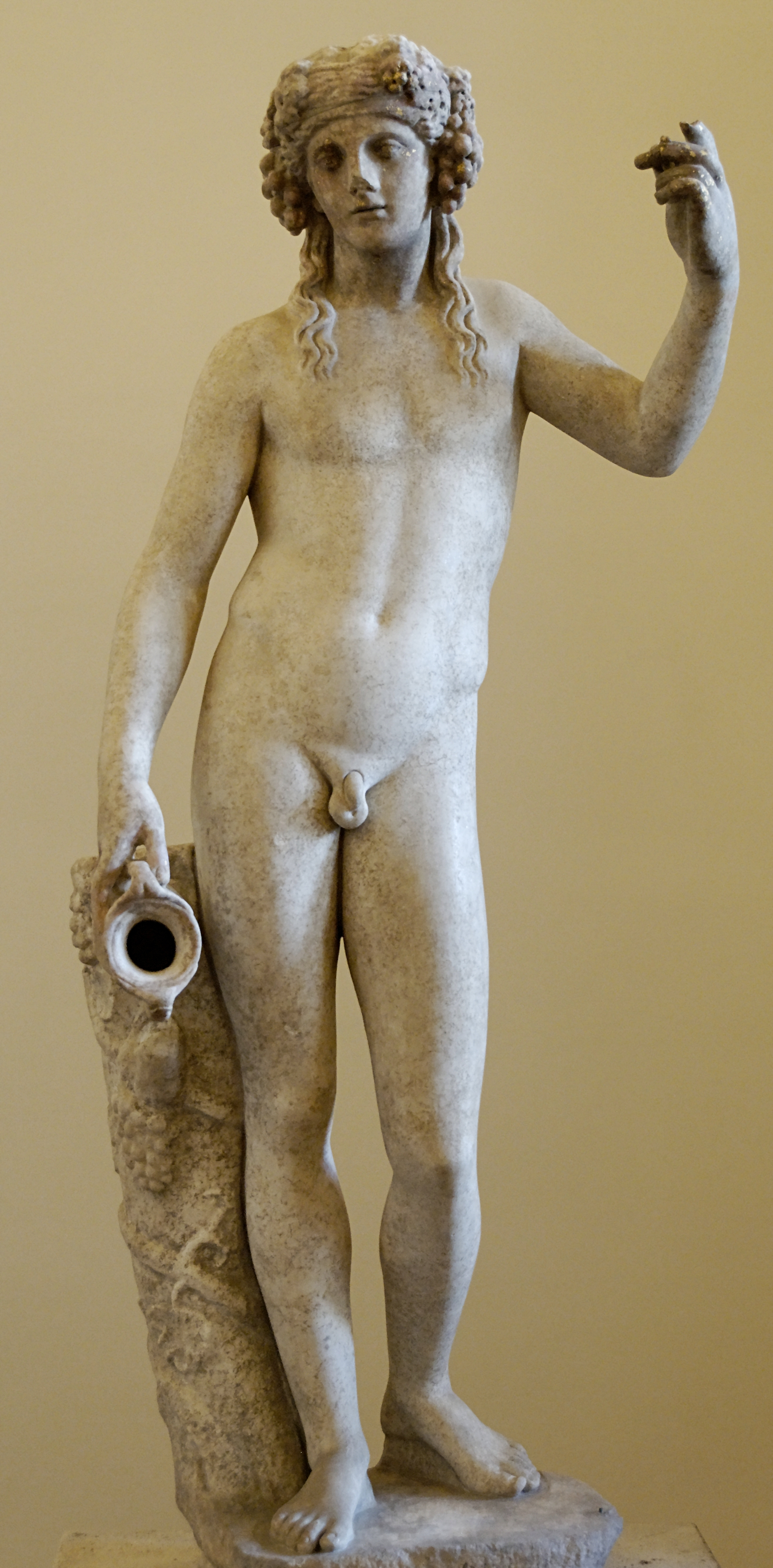
Il giovane Dioniso incoronato da un tralcio di vite e in possesso di un tirso nella mano sinistra (oggi perduto) e un kantharos nella mano destra. Opere d'arte romana. Dal santuario sul Gianicolo.

- Il nome del dio Dioniso viene associato ai misteri dionisiaci, in tale ambito Igino racconta una versione argolica del mito inerente alla catàbasi del dio: cercando di riportare in vita la madre Semele dal regno dei morti in cui era precipitata, Libero (Dioniso) giunge ad Argo e lì incontra un uomo di nome Polimno a cui chiede di indicargli la via verso l'Ade. Polimno esige in cambio, come pagamento dell'aiuto ricevuto, di poter godere sessualmente del corpo divino, «Libero che bramava rivedere la madre, giurò - per quanto poteva valere il giuramento di un dio a un uomo svergognato- che se la riportava in vita avrebbe fatto tutto ciò che l'altro voleva.»[124]. Secondo la narrazione del polemista cristiano Arnobio, quando Dioniso ritorna trova Prosimna (Polimno) morto, a questo punto Dioniso giunto davanti alla tomba dell'uomo taglia un ramo di fico, gli dà la forma di un phallos-fallo artificiale e ci si siede sopra, adempiendo così alla promessa fatta[125]. Secondo l'erudito Roberto Calasso[126] che fa riferimento a un altro polemista cristiano, Clemente Alessandrino[127] che narra in modo analogo la conclusione della vicenda, «Tutti hanno taciuto sulla conclusione del viaggio di Dioniso nell'Ade, eccetto un Padre della Chiesa. Con la brutalità di quei nuovi cristiani che erano stati iniziati un tempo ai misteri, Clemente Alessandrino ha narrato la storia di come Dioniso sodomizzò sé stesso [...] .».

### Miti relativi all'amore tra due eroi mortali
- Si narrava che all'interno d'una grotta ai piedi del monte Parnaso si fosse stabilito un mostro femminile chiamato Lamia: viveva in mezzo al fango e divorava i ragazzi che dovevano esserle consegnati in sacrificio ogni certo periodo di tempo. Un certo Euribate però, dopo aver incontrato uno di questi ragazzi destinati a una fine tanto orribile tra le zampe del mostro-donna, s'innamorò a prima vista di lui e volle far di tutto per salvarlo: affrontò il mostro e lo uccise[128].
- A Thespies v'era un mito che raccontava invece di un drago che una volta viveva nelle vicinanze della città; anch'egli chiedeva dei bei ragazzi in sacrificio. Quando la sorte cadde sul giovane eromenos di Kleostrata, questi non ci pensò due volte a indossare l'armatura e affrontare senza timore chi voleva portargli via l'amato[129].
- Ma celebre è a questo riguardo il mito riguardante l'affascinante Narciso: egli era amato da molti giovani ma tutti venivano con spietatezza rifiutati: uno di loro, Aminia, che dallo struggimento e dalla sofferenza patita si stava letteralmente consumando, non riuscendo più a sopportare tanto dolore si uccise; non prima però di aver scagliato sul ragazzo crudele e insensibile una terribile maledizione: neanche lui sarebbe stato mai corrisposto quando si fosse davvero innamorato di qualcuno. Accadde così che Narciso, vedendo il riflesso del suo volto nel torrente si desiderò e, non potendo in alcun modo soddisfare questa impossibile passione, avvizzì sulla riva e si trasformò in un fiore.
- In Etolia si raccontava un mito analogo, riguardante questa volta però niente meno che il figlio di Apollo, il semidio Cicno: molti giovani gli facevano una corte serrata nel tentativo di conquistare i suoi favori, ma egli continuava imperterrito a rifiutarli tutti. Solo uno di loro, Filio, non voleva accettare la sconfitta e continuava a pregarlo e supplicarlo di concedersi a lui: Cicno allora per provarne la fedeltà e costanza gli comandò di portare a termine tre difficilissime prove. Mentre stava eseguendo la seconda di esse, Filio incontrò Eracle, il quale gli consigliò senza mezzi termini di ribellarsi finalmente alle angherie del bell'adolescente: Cicno, vedutosi così per la prima volta lui stesso respinto, per la delusione patita precipitò in un lago (o saltò da una scogliera) e si tramutò in un cigno (Antonino liberale. Metamorphosis 12). Un'altra versione vuole Cicno amato da Fetonte[130].
- Innumerevoli sono stati i ragazzi amati da Eracle, tra cui i più importanti sono stati senz'altro Ila, Iolao e Abdero: molte furono le gesta che l'eroe compì affiancato dal giovane Iolao. Secondo la testimonianza di Plutarco a Tebe la tomba del ragazzo era meta di pellegrinaggio da parte di coloro che andavano a chiedere al suo spirito d'intercedere a favore dei propri amori, oppure che andavano a fare solenne promessa d'eterna fedeltà[131].

Ila accompagnò invece Eracle durante la spedizione degli Argonauti, ma finì con l'essere rapito dalle ninfe delle acque (Antonino liberale. Metamorfosi 26). Il suo culto era molto sentito in terra di Bitinia.
Mentre stava compiendo la sua 8ª fatica invece il suo amato Abdero rimase per errore ucciso, divorato dalle cavalle che stavano cacciando: in suo onore e in perenne memoria fondò la città di Abdera.

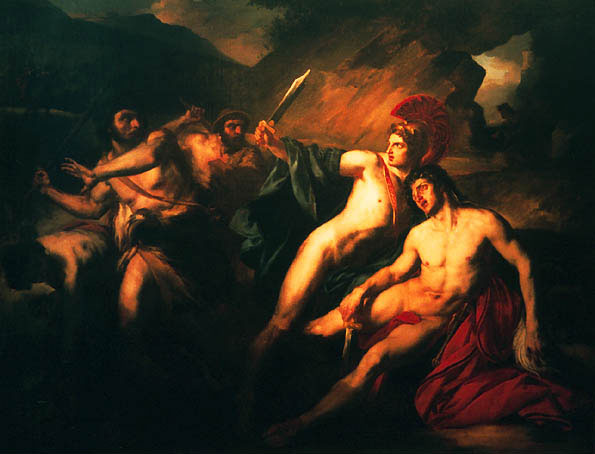
Oreste e Pilade. François Bouchot

Nella città di Dima in Acaia venne sacrificato l'ennesimo giovane amante dell'eroe di nome Sostrato (Pausania. Descrizione della Grecia VII 17, 8). Un altro amante prediletto di Eracle era l'argonauta Polifemo; alcuni infine presumono vi possa essere stata una segreta passione anche nei confronti di Euristeo.
- Marsia era innamorato del frigio Olympius, a cui insegnò a suonare il flauto in maniera impeccabile: successivamente il ragazzo divenne un poeta al seguito del dio Apollo (Plutarco. A proposito di musica 7).
- La rivalità per conquistarsi l'amore del giovane Mileto, anche questi figlio d'Apollo (in altre versioni è Atymnius figlio di Zeus), scatenò una guerra tra Minosse e Sarpedonte: dopo esser stato sconfitto quest'ultimo regnò in Licia mentre Mileto fondò l'omonima città di Mileto[135].
- Del giovane eroe Frisso s'innamorò il re della Colchide Eete (Eraclito-allegoristi. Circa un fatto incredibile 24), o il re degli Sciti[136].
- L'eroe tebano Laio s'innamorò del giovanissimo figlio illegittimo del re Pelope, Crisippo: un giorno, mentre lo stava addestrando a guidare un carro, gli usò violenza (Pseudo-Apollodoro. Biblioteca III 5, 5; Eliano. Miti XIII 5); ciò portò il ragazzino al suicidio (Atene. Festa di Sion XIII 602). Pelope allora scagliò la sua tremenda maledizione sopra la testa di Laio e di tutta la sua discendenza; ma secondo altri fu Teseo a rapirlo (Igino. Miti 271), mentre l'avrebbero ucciso Atreo e Tieste[137].
- Sono note le grandi passioni amorose di Achille nei confronti di Patroclo[138], Antiloco[139] e Troilo[140].
- Il rapporto tra Oreste e Pilade[141] è spesso interpretato come un solido legame sentimentale (Senofonte. 8, 31, Luciano. Amori 47), così come quello tra Teseo e Piritoo[142].

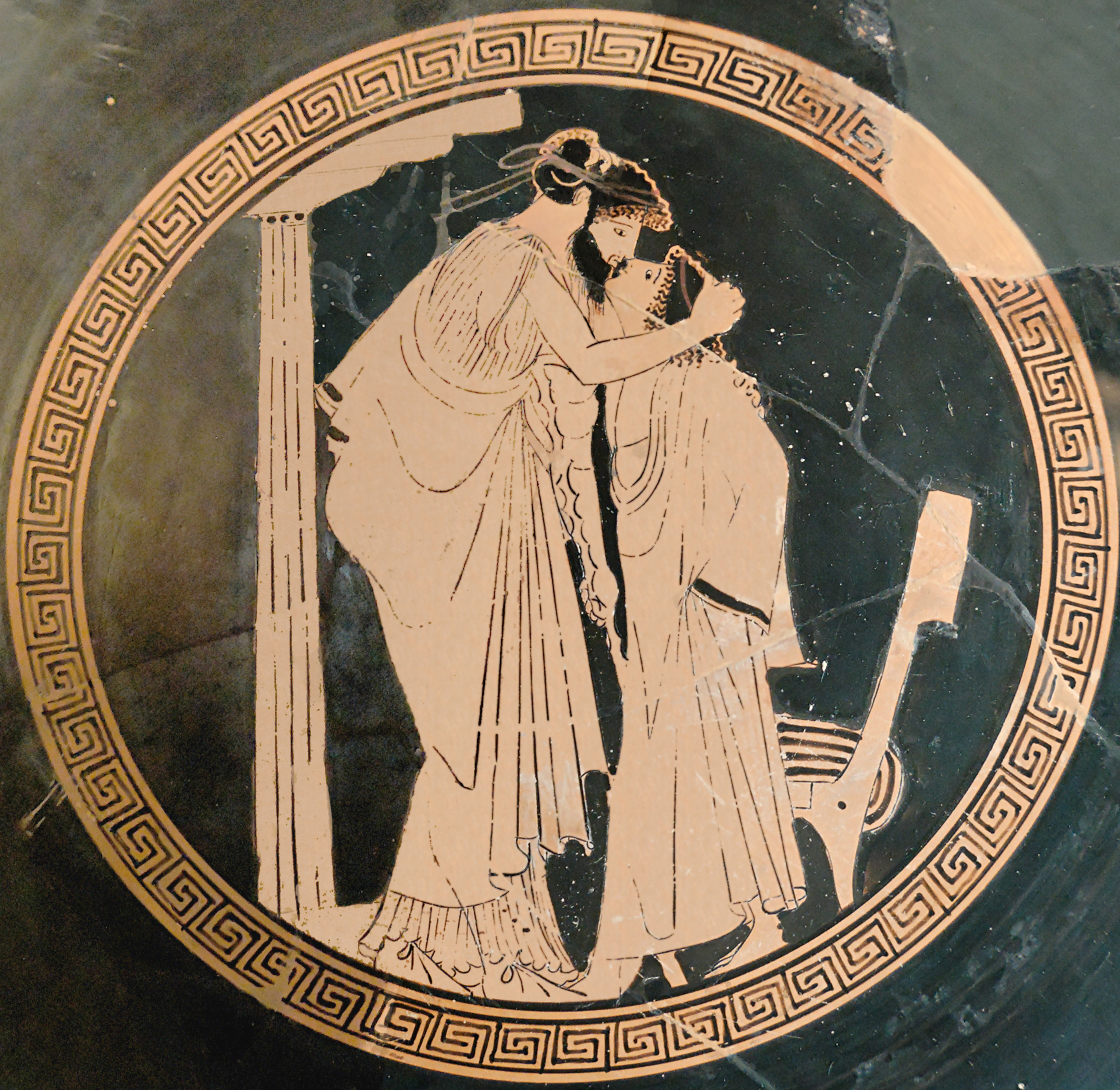
Una kylix attica raffigurante il bacio tra un uomo adulto e un ragazzo (V secolo a.C.)

## Famose coppie pederastiche
Durante l'antichità, nel mondo classico vi furono svariate relazioni pederastiche note tra uomini adulti e adolescenti: in alcuni di questi casi entrambi i membri della coppia divennero poi figure storiche di notevole importanza. Anche se tutti questi rapporti avevano per definizione una natura omoerotica, le persone coinvolte non si sono mai in alcun caso identificate come "omosessuali", in quanto la realtà della pederastia era parte ordinaria del desiderio di ogni uomo adulto di quel tempo.
La natura delle relazioni poteva spaziare da quella più apertamente sessuale a quella più ideale che oggi definiremmo di amore platonico, in conformità con le antiche norme etiche e filosofiche; sono incluse pertanto anche quelle relazioni in cui vi è evidenza di una componente erotica, pur in assenza di rapporti sessuali veri e propri. Il nome posto per primo è sempre quello riferito all'erastes; l'elenco è, per quanto possibile, ordinato cronologicamente.

### Età arcaica
- Archia e Telefo

Archia fu un ricco abitante di Corinto e futuro colonizzatore di Siracusa, secondo tradizione nel 733 a.C. Dovette abbandonare la città natale per aver causato la morte di un giovane di nome Atteone, di cui era innamorato ma non corrisposto. Telefo era invece un giovane molto geloso
- Anton e Filisto.

Nomi alternativi per Cleomaco e i suoi eromenos. Originario di Farsalo in Tessaglia Cleomaco si distinse per aver aiutato i Calcidesi nella loro guerra contro gli eretriesi, ispirando in tal maniera Calcide ad adottare la pederastia dopo che questa era stata precedentemente proibita; il tutto in un periodo compreso tra il 700 e il 650 a.C
- Solone e Pisistrato.

Si narra che il celebre legislatore ateniese sia stato l'erastes del giovane Pisistrato, futuro tiranno, presumibilmente attorno al 590 a.C. Aristotele secoli dopo nella sua Costituzione degli ateniesi sostenne invece che la storia fosse mera leggenda e che non poteva assolutamente corrispondere a verità a causa della troppo ampia differenza di età tra i due: "È evidente da questo che la storia è semplice pettegolezzo in cui si afferma che Pisistrato era il favorito giovanile di Solon'".
- Pisistrato e Carmo

Plutarco racconta nella sua "Vita di Solone" che tra Pisistrato e Carmo sia sbocciata grande amicizia e che il primo in nome di tal rapporto abbia consacrato all'Accademia una statua di Eros, là ove i corridori accendevano la torcia sacra. Carmo è colui che diede il nome al secondo figlio del tiranno, Ipparco e che consegnò in sposa la figlia Myrrhina all'altro figlio del suo vecchio erastes, Ippia.
- Caritone e Melanippo

I due amanti tentarono di opporsi alle mire del tiranno agrigentino Falaride nel 560 a.C. circa. Carirone, scoperto, venne torturato perché rivelasse i nomi dei complici, ma non cedette: Melanippo, per salvare la vita all'amico, si presentò e confessò apertamente la propria colpa. Il tiranno, impressionato dalla gran fedeltà e dall'amore reciproco dimostrato, li graziò della vita pur mandandoli in esilio. Su di loro la Suda registra che Caritone era l'amante e Melanippo l'amato, l'anima d'ognuno era fuoco e ispirata dal compagno; il loro valore e amore sono stati celebrati in uno degli oracoli di Delfi con queste parole: "Beati erano Caritone e Melanippo, hanno mostrato ai mortali la modalità in cui un'amicizia diventa divina".
- Carmo e Ippia

Dopo essere stato l'eromenos del padre Pisistrato Carmo, oramai polemarco, diviene erastes del di lui più giovane figlio Ippia, in seguito suo cognato.
- Procleide e Ipparco

Procleide, importante cittadino, come si conviene all'erastes del figlio di un sovrano, è anche noto per l'aver fatto erigere una statua di Ermes a tre teste-Trikephalos, lungo la via dedicata ad Estia.
- Teognide e Cirno

Il poeta megarese del VI secolo a.C. ha nominato in molti dei suoi versi il giovane amato, utilizzandoli per trasmettere al ragazzo la propria saggezza.
- Policrate e Smerdis

L'amore del tiranno di Samo (535-515 a.C.) nei confronti del suo favorito proveniente dalla Tracia, è stato registrato nei versi del poeta Anacreonte.
- Anacreonte e Batillo

La leggenda narra che mentre si trovava a Samo Anacreonte gareggiò col tiranno per conquistarsi l'amore di un altro bel ragazzo, Batillo, considerato come il più famoso dei suoi diletti e celebrato in molte sue poesie, tra le quali anche questa: "Guardi come una fanciulla, ragazzo,
ti cerco, tu non ascolti: non capisci
che della mia anima sei tu a tenere le redini" (Framm 11)
- Anacreonte e Crizia

Dopo la morte di Policrate, Ipparco invitò l'oramai maturo e celebre Anacreonte a recarsi da lui in visita ad Atene. Qui giunto il poeta si prese un eromenos, nella cui casa si stabilì, Crizia. Il futuro arconte e membro dei trenta tiranni Crizia era il nipote del ragazzo amato da Anacreonte.
- Aristogitone e Armodio

Coppia eroica, poi idolatrata dai democratici ateniesi. Nel complotto del 514 per assassinare Ippia sono stati accreditati come gli esecutori materiali del rovesciamento della tirannia ad Atene Ipparco s'era invaghito del giovane Armodio e lo tentò, ma il giovane denunciò la cosa al suo amante ufficiale, Aristogitone. Questi, temendo che Ipparco, per la sua posizione dominante (fratello del tiranno) potesse comunque finire per sottrargli l'amato cominciò a tramare l'abbattimento della tirannide; i due lo uccisero presso il Leocorio, mentre Ippia si trovava nel Ceramico.

### Età classica
- Parmenide e Zenone di Elea[170]

Secondo quanto ne dice Platone nel suo dialogo intitolato Parmenide Zenone era "alto e di bell'aspetto, nei giorni della sua giovinezza... Ha riferito di essere stato amato da Parmenide". Ciò sarebbe avvenuto intorno al 475 a.C..
- Parmenide e Empedocle

Il giovane filosofo siciliota era stato uno dei primi studenti e più tardi tra gli eromenos di Parmenide, secondo quanto ne dice Porfirio nella sua storia filosofica.
- Gerone I di Siracusa e Daeloco

Il tiranno di Siracusa si è circondato di intellettuali e aveva un gran numero di giovinetti di cui era appassionato. Intorno al 470 a.C. durante una discussione col poeta Simonide a riguardo dell'etica pederastica disse: "La mia passione per Daelochus deriva dal fatto che la natura umana, forse ci spinge a desiderare le cose belle, ed io ho un desiderio molto forte di raggiungere l'oggetto della mia passione [solo] con il suo amore e consenso".
- Antileone e Ipparino

Gli amanti Antileon e Hipparinos, nativi di Eraclea (Magna Grecia), per l'uccisione del tiranno Archelao di Metaponto furono onorati dalla comunità della polis con la dedica di statue bronzee, nello stile di Armodio e Aristogitone; dopo che il tiranno fu avvicinato da Hipparinos durante una battuta di caccia, Antileon lo assassinò, ma pagò con la sua vita.
- Pausania e Argilio

Il generale aveva inviato delle lettere di tradimento ai Persiani per mezzo dei suoi ex amanti, nessuno dei quali fece mai ritorno. Argilius, dopo essere stato nominato messaggero, aprì la lettera a lui affidata in segreto, solo per scoprire che il destinatario della lettera aveva ricevuto l'incarico di uccidere il suo portatore. Ha divulgato allora la corrispondenza di Pausania agli Efori i quali lo murarono vivo all'interno del tempio, dove si era rifugiato, ove morì di fame e di sete. Questa la punizione spartana per esser entrato in comunicazione con il nemico.
- Archelao e Socrate

Il filosofo anziano ha amato il più giovane quando quest'ultimo aveva diciassette anni
- Fidia e Agoracrito

Il giovane, sia amato che allievo dello scultore, è noto anche per la sua scultura della Dea Nemesi a Ramnunte.
- Fidia e Pantarkes

Pantarkes, era un giovane di Elis e vincitore della gara di lotta riservata ai ragazzi durante i Giochi olimpici antichi numero LXXXVI del 436 a.C. Ha inoltre fatto da modello per una delle figure scolpite nel trono di Zeus, e Fidia, per onorarlo, ha fatto incidere le parole "Kalos Pantarkes" nel mignolo della statua di Zeus a Olimpia.
- Empedocle e Pausania di Gela

Pausania fu sia amico intimo che allievo del filosofo.
- Anito e Alcibiade
- Socrate e Alcibiade

Ognuno dei due disse di aver salvato la vita dell'altro in battaglia; il rapporto, che ha avuto luogo intorno 435-430 si è detto possa essere stato casto.
- Crizia e Eutidemo

Un rapporto deriso da Socrate per la fisicità brutale del desiderio di Crizia.
- Pausania (poeta ateniese) e Agatone

Il rapporto tra i due, anche se iniziato mentre Agathon era ancora adolescente, si distingue per avere avuto una durata di tempo oltre quella comune nelle relazioni pederastiche, indugiando sino all'età adulta del tragediografo.
- Platone e Aster

Si dice che il ragazzo sia stato un allievo amatissimo di Platone, a cui insegnava astronomia. Alla morte prematura di Aster Platone scrisse su di lui un epitaffio
- Senofonte e Clinia

Del suo eromenos Senofonte disse: "Ora poso lo sguardo su Clinia con più piacere che su tutte le altre belle cose che possono essere viste tra gli uomini, e io preferirei essere cieco a tutto il resto del mondo, pur di non esserlo davanti a Clinia; e sono infastidito anche con la notte e con il sonno, perché in quei momenti io non lo vedo, ma sono molto grato al sole e alla luce del giorno, perché mostrano Clinia ai miei occhi".
- Callia III e Autolico

Il rapporto tra i due avvenne nel 421 a.C. ed è stato narrato da Senofonte nel suo Simposio (Senofonte).
- Temistocle e Stesilao

Nel 420 a.C. circa il politico democratico ateniese Temistocle si trovò a dover gareggiare con Aristide per contendersi l'amore di ragazzo un ragazzo originario di Ceo di nome Stesilao. Come racconta Plutarco "...erano rivali per l'affetto del bellissimo Stesilaus di Ceo, ed erano appassionati al di là di ogni moderazione".
- Pitea e Teisis
- Archedemo e Alcibiade II (figlio di Alcibiade)
- Archebiades e Alcibiade II
- Lisandro e Agesilao II
- Archidamo III e Cleonimo

Il figlio del re di Sparta Agesilao II, il futuro Archidamo III, è descritto da Senofonte di essere stato innamorato del bel figlio di Sfodria. Il ragazzo avrebbe chiesto al suo eispnelas (l'erastes spartano) di intervenire presso il re in favore di suo padre in una questione di vita o di morte legale, promettendo che Archidamo non si sarebbe mai dovuto vergognare di averlo avuto come proprio amato. Egli si è poi dimostrato d'essere all'altezza della promessa fatta, in quanto è stato il primo spartano a morire nella battaglia di Leuttra nel 371 a.C.
- Arieo e Menone di Farsalo
- Menone di Farsalo e Tarupa

In un rovesciamento della solita usanza, Menone, comandante di una truppa di mercenari, nonostante la sua giovane età, ha preso come "amato" il già barbuto Tharupas.
- Artaserse II di Persia e Tiridate

Il re persiano, sconvolto per la morte del suo amatissimo eunuco trovò consolazione nel porre il mantello del giovane morto sulle spalle di Aspasia di Focide, sua concubina greca.
- Archelao I di Macedonia e Cratero

Il sovrano del regno di Macedonia fu assassinato nel 399 a.C. dal suo eromenos, per aver colpevolmente rinnegato la promessa precedentemente fatta di dare al ragazzo la sua figlia in sposa.
- Aminta II di Macedonia e Derbas
- Lisia e Teodoto

Anche se già entrato nella cinquantina d'età, Lisia assunse un eromenos da Platea. Il giovane, però, aveva già firmato un contratto per essere la compagnia di un certo Simone il quale, rivendicando diritti anteriori sul giovane, ha proceduto a stargli dietro, ricorrendo a diversi tentativi di rapimento. Come risultato di ciò, e le risse di strada che seguirono, il caso è stato sentito in prima istanza all'Areopago.
- Aristippo e Eutichide

Il giovane era uno schiavo del filosofo, paragonato da questi con uno degli studenti di Socrate.
- Alessandro di Fere

Ci sono varie ipotesi sul movente per l'assassinio del tiranno. Secondo Cicerone l'atto è da attribuirsi alla gelosia. Altri storici hanno ipotizzato che Alessandro avesse legato a sé il fratello più giovane di Thebe come suo eromenos; esasperato dalle suppliche della moglie di rilasciare il giovane, lo uccise, e quindi la donna sarebbe stata spinta a vendicarsi.
- Agesilao II e Megabate
- Misgolas e Timarco
- Antikles e Timarco
- Pittalaco e Timarco
- Egisandro e Timarco
- Epaminonda e Mitico
- Epaminonda e Asopico

Una coppia famosa per il loro valore militare, come ad esempio nella vittoria ottenuta combattendo fianco a fianco durante la battaglia di Leuttra nel 371 a.C. contro gli spartani.
- Epaminonda e Cafisodoro

Caphisodorus è stato il suo ultimo amante. Cadde con Epaminonda nel 362 a.C. durante la battaglia di Mantinea e fu sepolto al suo fianco.
- Demostene e Cnosio
- Demostene e Aristarco
- Demostene e Aristione
- Filippo II di Macedonia e Pausania di Orestide

Nel 336 a.C. Pausania ha ucciso Filippo per la gelosia provata rispetto ad un altro amante.
- Dario III di Persia e Bagoas

Bagoa era il favorito di Dario, che è stato detto essere "intimo" con lui.
- Alessandro Magno e Bagoas

I due si incontrarono nel 330 a.C. dopo la morte del patrono precedente di Bagoa, Dario III.
- Dimno e Nicomaco di Macedonia
- Aristotele e Palefato

Secondo la Suda, Palefato era paidika di Aristotele.
- Aristotele e Escrione di Mitilene (forse identificabile con Escrione di Samo)

Il ragazzo era studente e eromenos del filosofo, ed è conosciuto per essere diventato un poeta epico ed aver accompagnato la spedizione di Alessandro Magno.
- Polemone e Cratete di Atene

L'amicizia tra il filosofo più anziano e il suo allievo era leggendaria, e i due sono stati sepolti nella stessa tomba.

### Periodo ellenistico
- Teofrasto e Nicomaco

Teofrasto è stato il successore di Aristotele nonché erastes del di lui figlio.
- Demetrio Falereo e Diognis
- Zenone di Cizio e Perseo di Cizio
- Dionisio di Eraclea e Panculo
- Demetrio I Poliorcete e Cleaneto
- Archebolo e Euforione
- Amilcare Barca e Asdrubale
- Xenares e Cleomene III
- Cleomene III e Panteo
- Tolomeo IV e Agatocle
- Tolomeo VI e Galesto

Il re amava il ragazzo non solo per la sua bellezza ma anche per la sua saggezza. Siamo nel 170-140 a.C. circa

### Antica Roma
- Marco Tullio Cicerone e Marco Tullio Tirone
- Gaio Valerio Catullo e Giovenzio
- Ottaviano Augusto e Sarmento
- Publio Virgilio Marone e Alessandro
- Albio Tibullo e Màrato
- Nerone e Sporo
- Vitellio e Asiatico
- Gaio Scribonio Curione e Marco Antonio
- Marco Valerio Marziale e Diadumeno

Il poeta immortalò il suo schiavo catamite, giocando sul topos dei dolci baci e della crudeltà dei ragazzi che si negano.
- Aulo Pudente e Encolpo
- Atedio Meliore e Glaucias
- Domiziano e Earino

Un certo numero di poeti si affrettò a lusingare l'imperatore lodando il suo amato, uno schiavo eunuco che cominciò ad essere paragonato a Ganimede. Domiziano decretò che da allora in poi la castrazione sarebbe stata vietata.
- Traiano e Arbandes
- Publio Elio Traiano Adriano e Antinoo

L'imperatore romano ha incontrato questo ragazzo di Bitinia nel 124 d.C. quando non aveva che 13 o 14 anni. Antinoo fu divinizzato da Adriano, quando morì sei anni dopo. Molte statue, busti, monete e rilievi mostrano i sentimenti più che profondi che Adriano ha provato per lui

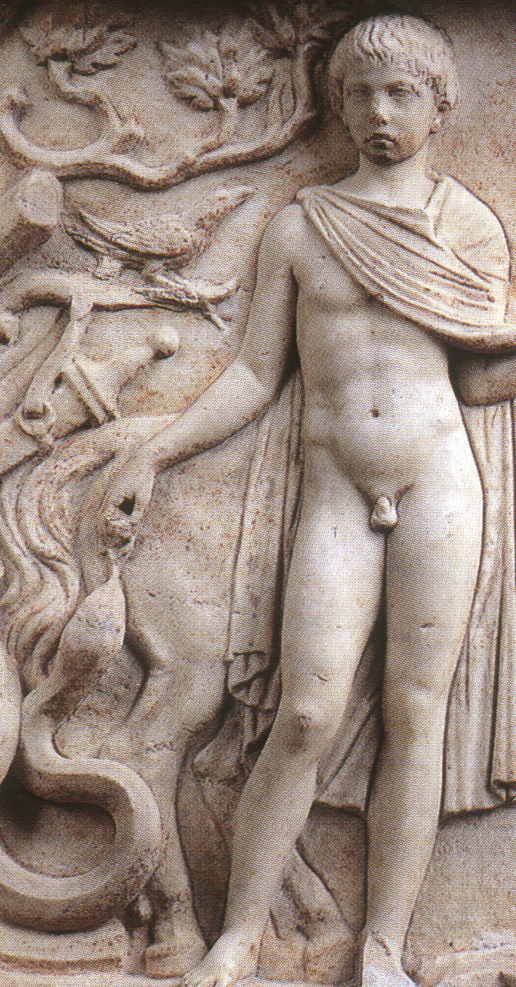
Apoteosi di Polideuce, l'allievo amato da Erode Attico.

- Erode Attico e Polideuce

Il filosofo Erode ha emulato Adriano stabilendo un culto eroico per il ragazzo amato dopo la sua morte precoce avvenuta all'incirca attorno al 174 d.C.
- Tolomeo e Eutropio

Eutropio, uno schiavo armeno o assiro castrato alla nascita, è stato deriso per aver avuto molti maestri, a cominciare da Tolomeo, un militare addetto alle scuderie imperiali di Bisanzio. L'eunuco ricevette la promessa dal suo padrone di concedergli la libertà, è stato invece dato come un regalo (essendo ancora troppo giovane per essere acquistato) al generale Arinteo, che ha servito come amante compiacente. Passato alla figlia di questa, liberato entrò a far parte del palazzo imperiale e nel 395 assunse il comando assieme a Rufino al posto del troppo giovane Arcadio

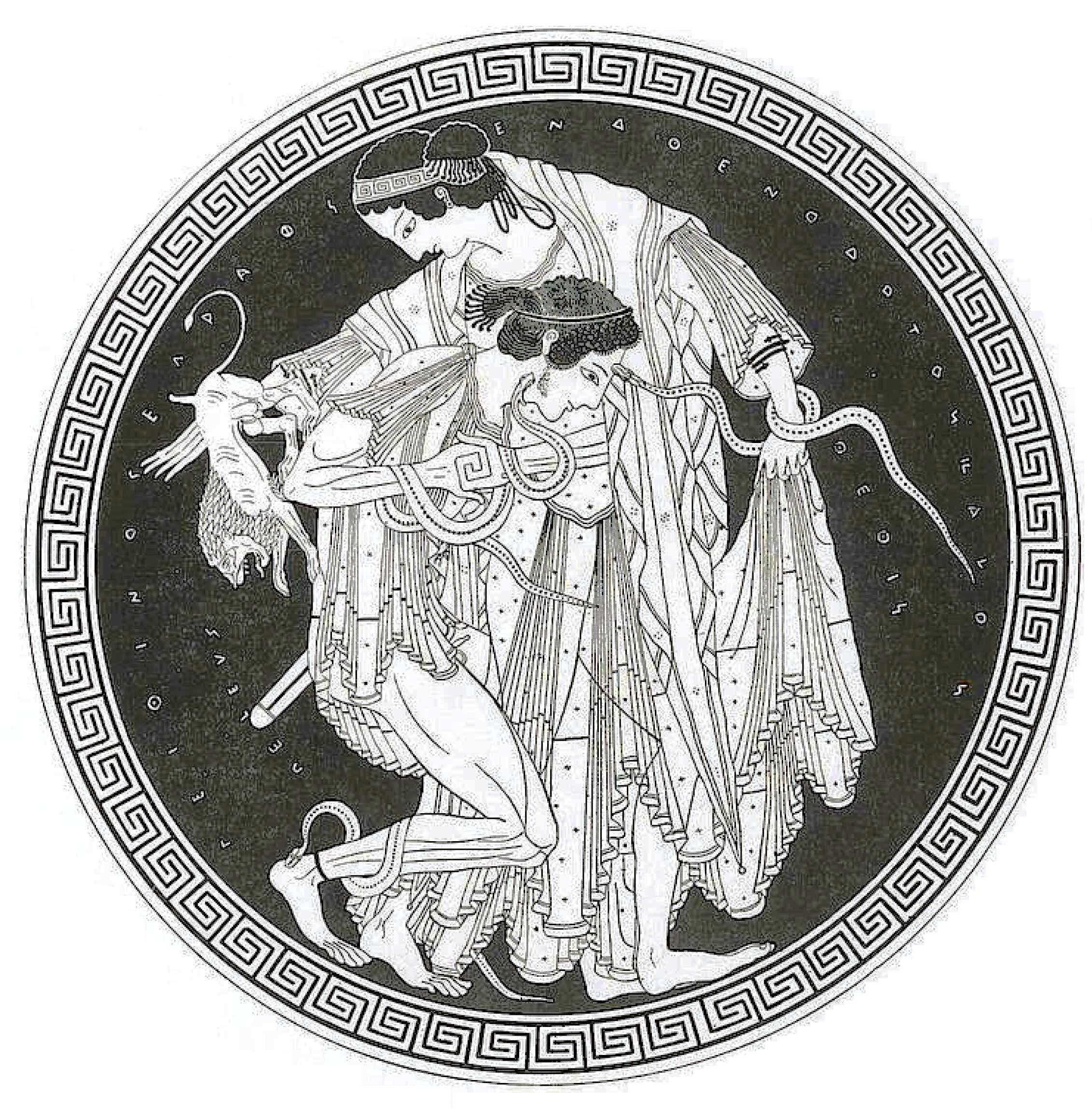
Kylix attica a figure rosse del pittore Peithinos (500 a.C. circa) rinvenuta a Vulci, conservata all'Altes Museum. Mostra su di un lato scene di corteggiamento omosessuale, mentre sul lato opposto scene di approcci eterosessuali. Sul lato principale la scena di corteggiamenti pederastici è molto serrata, trattandosi di quattro coppie di giovani maschi strettamente affrontati. Sono rappresentati i diversi stadi della seduzione: nella quarta coppia un ragazzo tenta di allontanare il braccio del giovanotto che gli ha improvvisamente passato la mano dietro la testa per attirarlo a sé; nella seconda coppia il ragazzo è sul punto di cedere all'abbraccio stretto del giovanotto, leva il suo sguardo ed il suo viso verso di lui sfiorandosi le labbra per un prossimo bacio, ed intanto finge di resistergli afferrandogli ancora il braccio ma non impedendogli di toccargli i genitali; nella terza coppia vi è un giovanotto perdutamente innamorato che si mostra del tutto soggiogato dal ragazzo che gli sta di fronte, che lui ha avvinto con il suo braccio, e verso il quale tiene la testa rivoltata indietro in atteggiamento di supplica, mentre le ginocchia gli stanno cedendo e la sua mano che tenta di toccargli i genitali viene fermamente bloccata dal ragazzo che invece rimane impassibile a tutte queste avances, fermo nel suo rifiuto, freddo e rigido come una statua di marmo.

## Approfondimenti ed opinioni moderne
I punti di vista etici tenuti nelle società antiche, come quella ateniese, tebana, cretese, spartana e altre, sulla pratica della pederastia sono stati esplorati dagli studiosi solo a partire dalla fine del XIX secolo. Uno dei primi a farlo fu John Addington Symonds, che ha scritto il suo lavoro fondamentale "A Problem in Greek Ethics" nel 1873, ma dopo un'edizione di appena dieci copie distribuita privatamente nel 1883 solamente nel 1901 questo suo lavoro ha potuto essere pubblicato ufficialmente, in forma riveduta.
Edward Carpenter ha poco dopo ampliato il campo di applicazione dello studio, con la sua opera del 1914 intitolata "Intermediate Types among Primitive Folk" . Il testo esamina le pratiche omoerotiche di tutti i tipi, non solo quelle pederastiche e spazia tra culture che abbracciano l'intero globo. In Germania l'opera fu continuata dal classicista Paul Brandt scrivendo con lo pseudonimo di Hans Licht, che ha pubblicato la sua "Sexual Life in Ancient Greece" nel 1932.
Il corso più accademico degli studi sull'antica Grecia ha però continuato ad omettere sistematicamente i riferimenti storicamente accertati della pratica diffusa di omosessualità. Edward Morgan Forster nel proprio romanzo Maurice del 1914 fa riferimento alla moderna ambivalenza europea verso questo aspetto della cultura greca in una scena in cui un professore dell'università di Cambridge, alla testa di un gruppo di studenti impegnati nel tradurre un antico testo greco, dice: "Omettere il riferimento al vizio indicibile dei Greci".
Più tardi, ancora nel 1940 H. Mitchell ha scritto: «Questo aspetto della morale greca è un caso straordinario in cui, per il bene della nostra equanimità, è inutile farvi riferimenti troppo ravvicinati». Questo stato di cose sarebbe perdurato fino al 1978 con la pubblicazione di L'omosessualità nella Grecia antica dell'accademico britannico Kenneth Dover; il suo libro affrontò talmente di petto il tema tanto che questo sarebbe stato da allora in poi ampiamente e quanto più francamente possibile francamente discusso. Il lavoro di Dover ha innescato tutta una serie di dibattiti che ancora oggi continuano dopo più di trentacinque anni.
Lo storico francese del XX secolo Michel Foucault ha dichiarato che la pederastia era "problematizzata" nella cultura greca, che era "l'oggetto di una speciale - e particolarmente intensa - preoccupazione morale" incentrata sul riferimento alla castità e moderazione dell'eromenos (il termine usato per il giovane che veniva "amato"). Una linea moderna di pensiero che porta da Dover a Foucault a Halperin sostiene che l'eromenos non avrebbe dovuto ricambiare l'amore e il desiderio dell'erastes e che il rapporto nella sua totalità era incentrato su un dominio sessuale del minore da parte del più anziano, una politica di penetrazione ritenuta essere veritiera nei confronti dei rapporti tra i maschi adulti ateniesi "con i loro inferiori sociali - ragazzi, donne e schiavi -. una teoria propugnata anche da Eva Keuls. In questa prospettiva, i rapporti sono caratterizzati e scomposti su un intrinseco differenziale di potere tra i partecipanti, tanto da poter essere definita econsiderata come sostanzialmente asimmetrica.
Altri studiosi indicano le opere artistiche in genere, pittoriche su vasi, poesie e opere filosofiche, così come la discussione platonica riguardante Anteros, "l'amore che torna/contraccambiato" ognuno dei quali mostra tenerezza e desiderio e amore da parte del corrispondente eromenos il quale pare a tutti gli effetti rispondere attivamente a quelli dell'erastes. I critici di Dover e dei suoi seguaci sottolineano inoltre che essi hanno ignorano tutto il materiale che non andava a sostegno della loro interpretazione "eccessivamente teorica" di un rapporto emozionale tra i più profondamente umani e che "con chiarezza appare che un reciproco legame consensuale tra adulto e ragazzo si veniva a costituire" e che pertanto si tratta di "una fiaba moderna quella che vuole l'eromenos più giovane non eccitato dalla relazione".
La posizione di Halperin è stata criticata come "retorica persistentemente negativa e critica implicante l'idea di sfruttamento e di dominio, come le caratteristiche fondamentali dei modelli sessuali pre-moderni", come una sfida polemica nei confronti dei "principali apologeti gay assimilazionisti" e un tentativo di "demonizzare e spurgare dal movimento di liberazione omosessuale "tutte le sessualità maschili non-ortodosse, in particolare quella che coinvolge liberamente adulti e adolescenti.

## Note

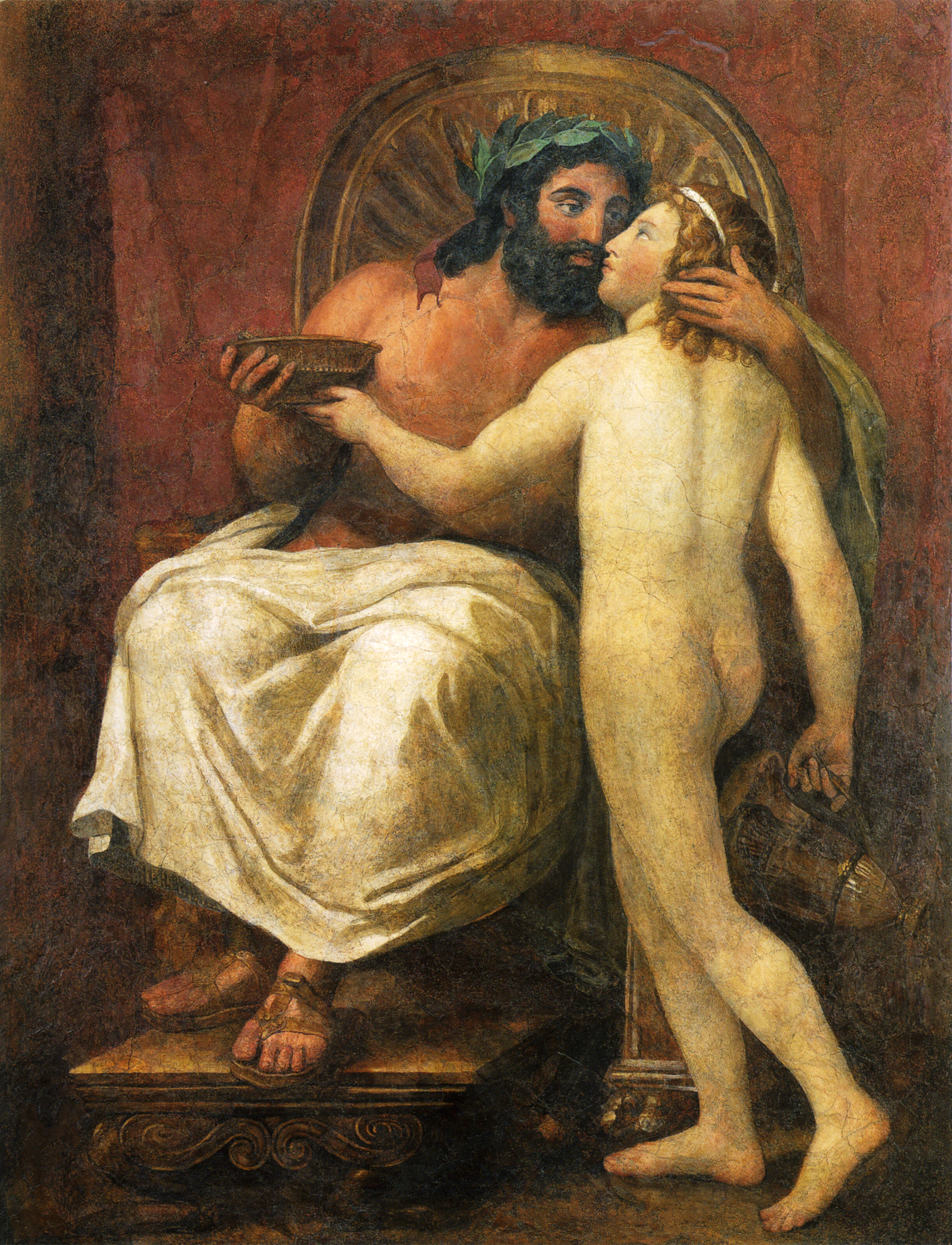
Zeus e Ganimede, di Anton Raphael Mengs.